# Marina (pintura)

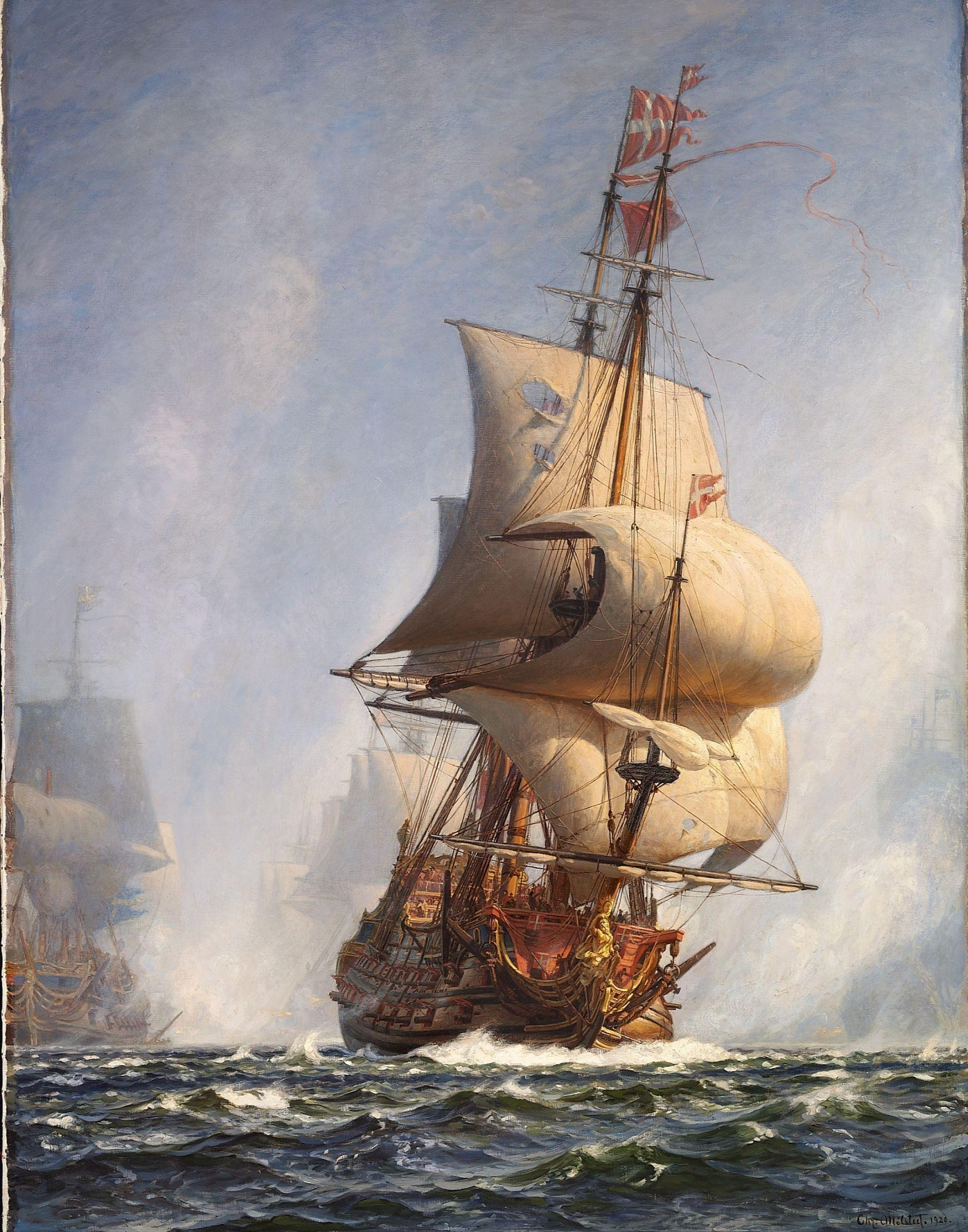
El buque insignia Christianus Qvintus en la batalla de la bahía de Køge, el 1 de julio 1677. Uno de los últimos óleos del pintor danés Christian Mølsted (1862-1930).

Se conoce como marina o pintura de marinas, a cualquier forma de arte figurativo (pintura, dibujo, grabado y escultura) cuya inspiración principal es el mar. Además de las representaciones a mar abierto, de batallas navales o de tipos de embarcaciones, pueden incluirse en este género las estampas de lagos, ríos y estuarios, escenas de playa, etc.
Aunque no es un género pictórico de primer orden (según cánones jerárquicos academicistas de origen francés), tuvo un especial desarrollo en Europa entre los siglos XVII y XIX.

## Orígenes y evolución

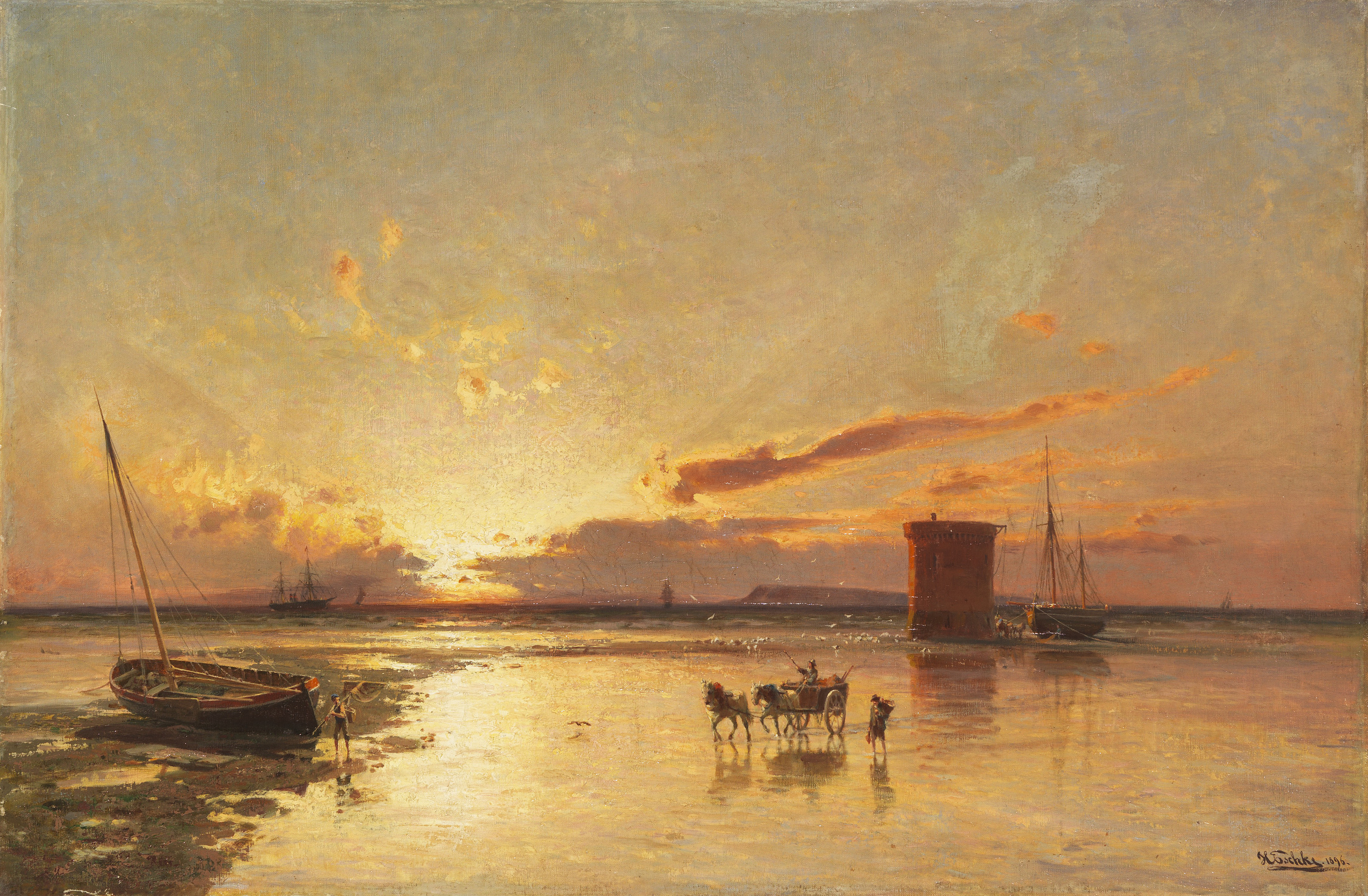
Torre de Martello en la costa de Leith en Edimburgo (1896), de Hermann Eschke, colección privada

El mar ha sido un motivo recurrente en el arte y, sobre todo, en la pintura. Ya en la antigua Grecia, motivos marinos adornaban ánforas y otros objetos decorativos. Con el tiempo, pintores como Canaletto, Willem van de Velde el viejo, Claude Joseph Vernet, Turner, Iván Aivazovski, Hokusai, Manet, Monet, Sorolla, Homer, Childe Hassam, Joaquín Mir, entre muchos otros, han dedicado al mar parte esencial de su obra.
Barcos y embarcaciones se han representado en el arte desde la antigüedad, pero la marina sólo comenzó a convertirse en un género, con artistas especializados, hacia el final de la Edad Media. Con escasa representación en el Renacimiento, los paisajes marinos puros no llegarían hasta más tarde. Así, destacaron en la pintura holandesa del siglo XVII, como reflejo de la importancia del comercio exterior y el poder naval de aquella república, importancia que por el mismo concepto heredaría luego la pintura británica. El romanticismo, recuperó la temática del mar y la costa dando como fruto una de las épocas más brillantes de la pintura de Historia, y produciendo a muchos de sus mejores pintores de paisajes, sobresaliendo alemanes e ingleses. El siglo XIX abrió los mercados en general y el de las marinas en particular. Rusia y Estados Unidos generaron importantes escuelas paisajistas con especial desarrollo de los temas del mar. Las nuevas corrientes originadas en Francia, el plenairismo, y la revolución técnica del impresionismo y sus secuelas, añadieron nuevos aspectos renovadores a las pinturas de marinas.
En el gran mercado del arte, la pintura tradicional de marinas ha seguido las pautas y convenciones holandesas hasta la actualidad.

## Primerasmarinas
Las primeras imágenes conocidas representando temas marinos son los petroglifos de 12.000 a. C. hallados en el parque nacional de Gobustán en la actual Azerbaiyán, en lo que fuera la orilla original del mar Caspio. En el antiguo Egipto hombres y dioses aparecen repetidamente en barcazas sobre el Nilo. En Grecia y Roma, la cerámica aparece frecuentemente decorada con temas marineros.
El mejor exponente del origen de las marinas es, no obstante, el gran mosaico del Nilo de Palestrina (siglo I a. C.), con una composición que pretende mostrar todo el curso del río.

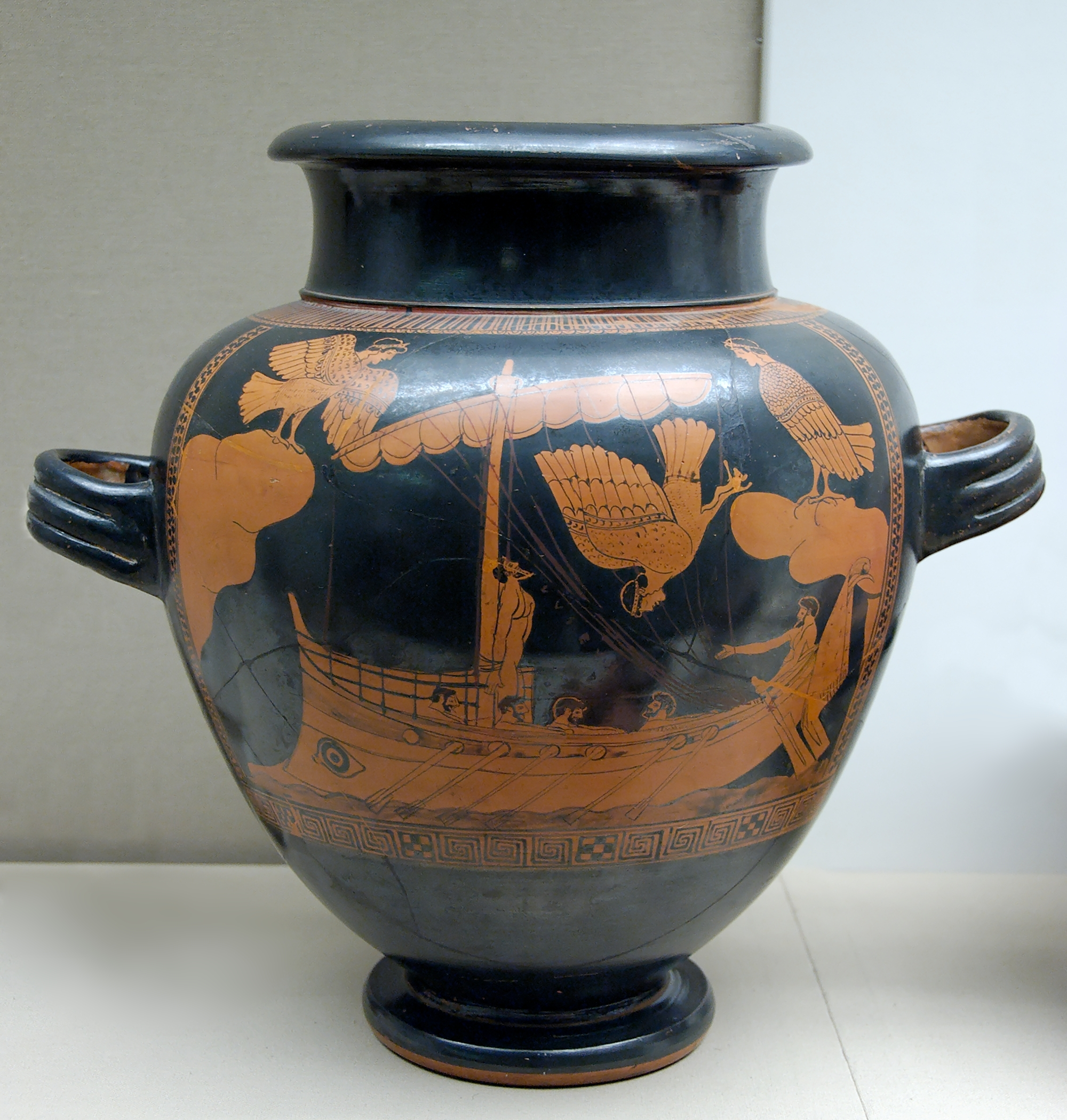
El marinero Ulises y las sirenas, decorando un vaso ático hacia 480-470 a. C. Museo Británico.
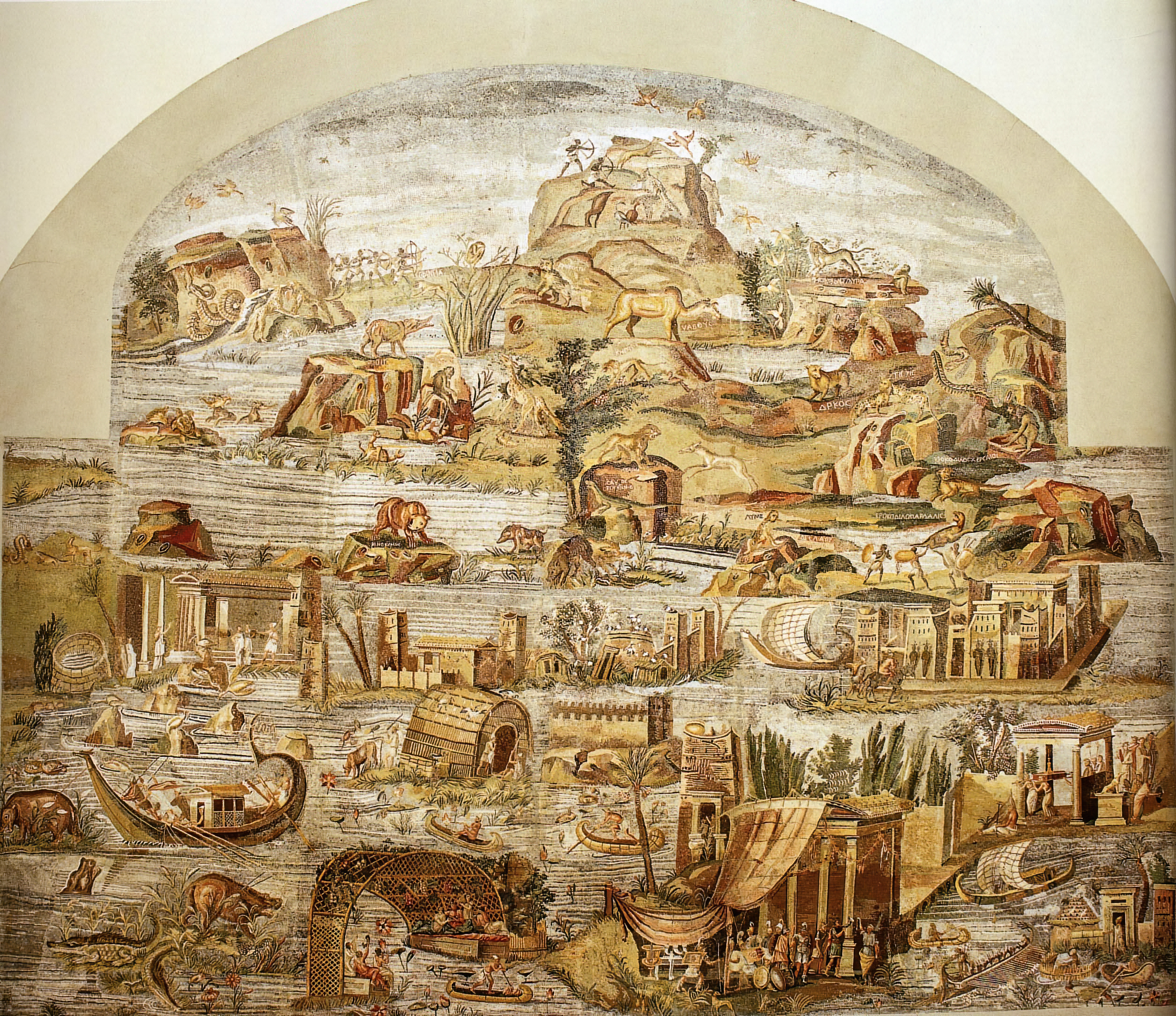
Mosaico del Nilo de Palestrina (siglo I a. C.).
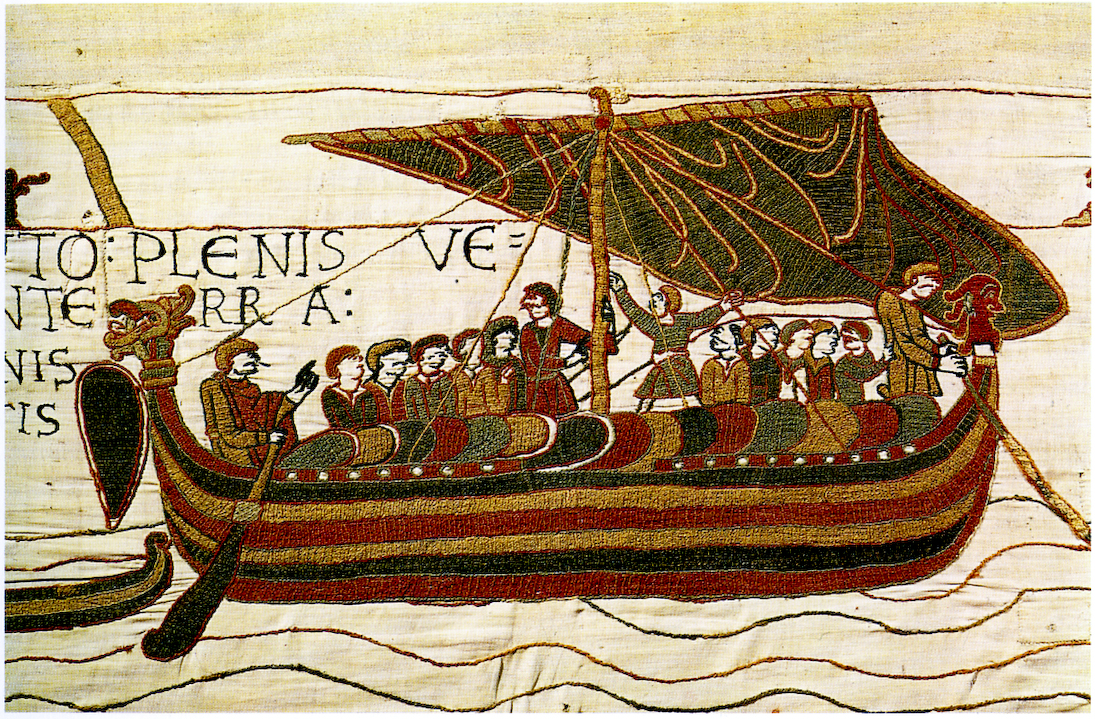
Detalle del Tapiz de Bayeux, en el "Museo de la Tapicería de Bayeux", Normandía, Francia.
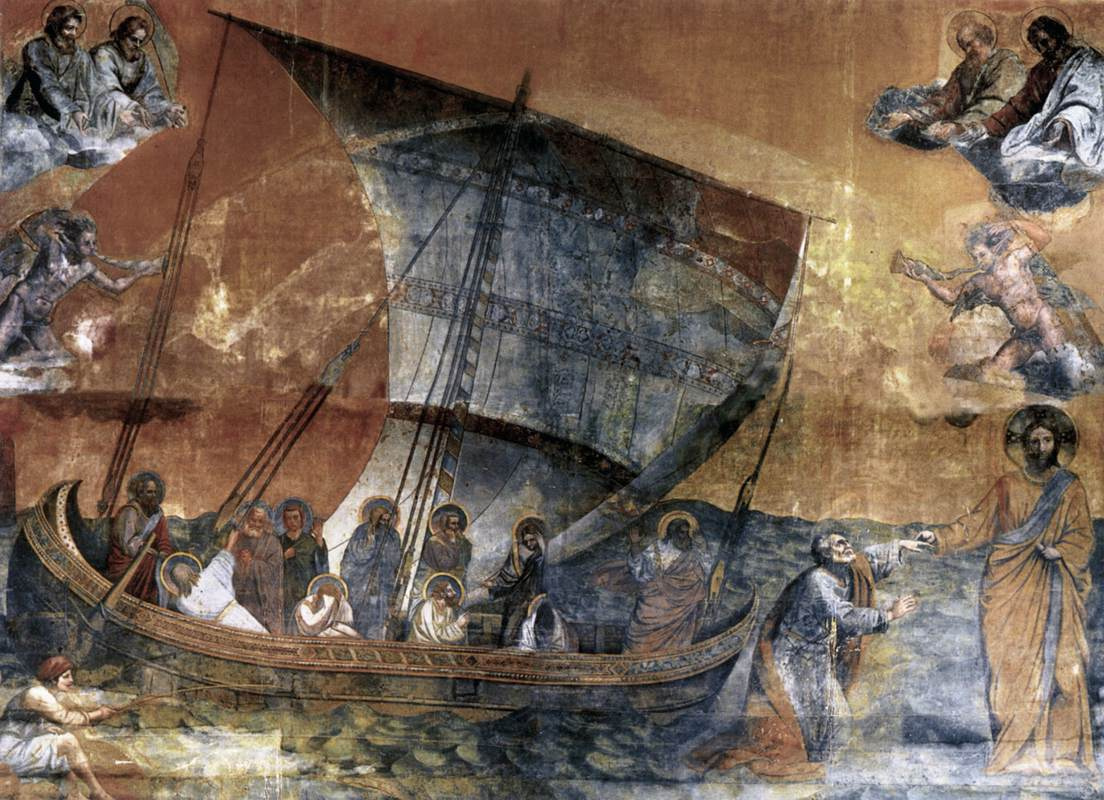
Giotto di Bondone: mosaico de Navicella, en la Antigua Basílica de San Pedro de Roma.

Ya en el siglo XI, otro precedente importante es Tapiz de Bayeux,  describiendo la invasión normanda de Inglaterra. El siguiente ejemplo lo proporcionará Giotto, a quien se atribuye el enorme mosaico de Navicella —navicella, «barco pequeño»— datado entre 1305-1313.

## Tipos de marinas
Una clasificación básica de la pintura con motivos marinos (en función del espacio-tema representado) quedaría así:
- marinas de alta mar
- marinas de costa
- marinas portuarias y de embarcadero
- marinas de playa, balneario y paseo del mar
- marinas de ría y canal
- marinas panorámicas
- retratos de barcos y estampas
- marinas históricas

## Del Renacimiento al Romanticismo

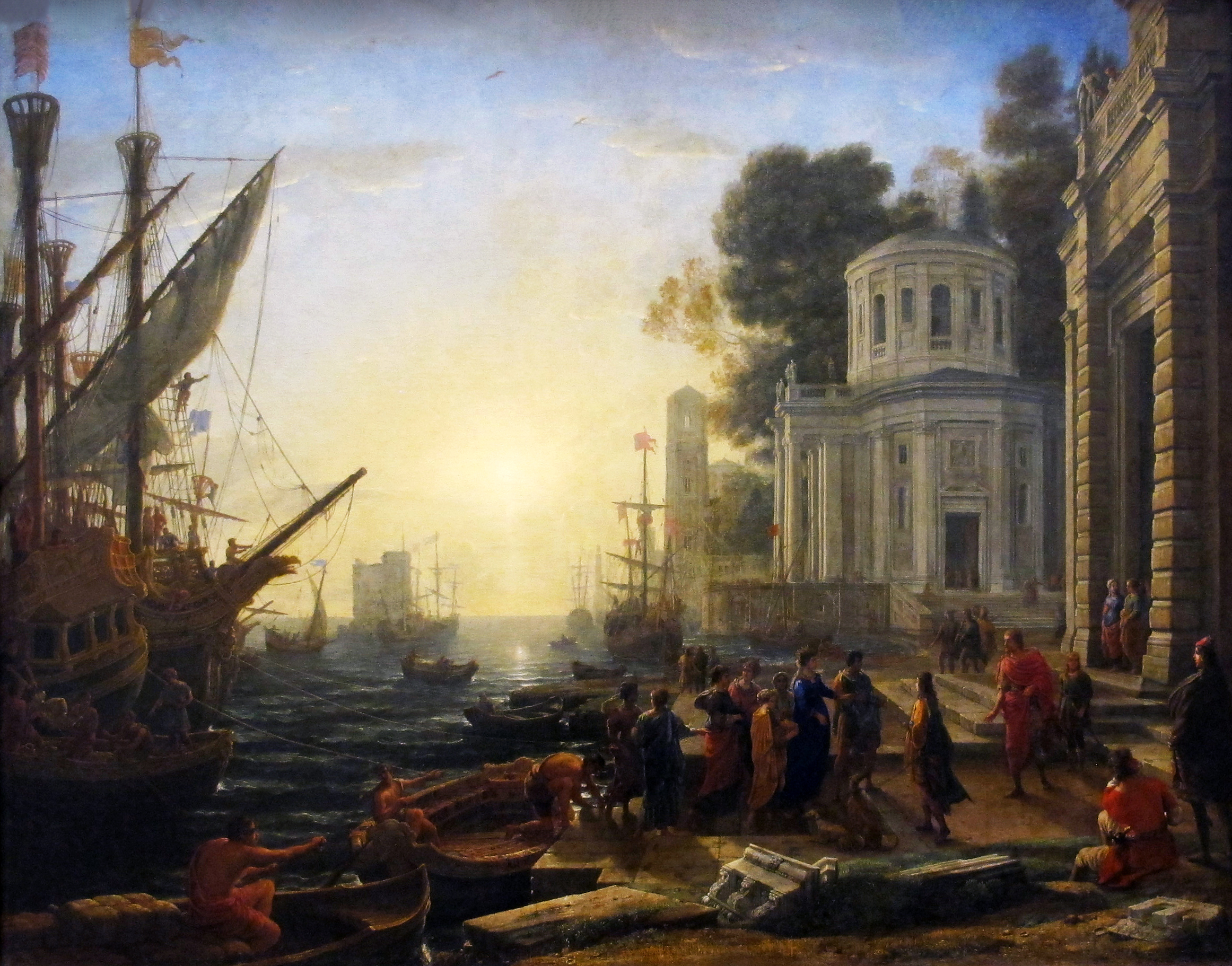
Puerto con el desembarque de Cleopatra en Tarso (1642), de Claudio de Lorena, Museo del Louvre, París

### De Carpaccio a Rembrandt
El siglo XV europeo dejó algunos curiosos ejemplos de tema marinero. Escenas venecianas pintadas por Vittore Carpaccio; un navío flotando en el aire en el relato de un milagro de Nicolás de Bari pintado por Gentile da Fabriano; y la ingenua escena de La pesca milagrosa en el Lago de Ginebra a cargo de Konrad Witz, datada en 1444.
Ya en el siglo XVI, dos fundadores del imperio flamenco del paisaje, Pieter Bruegel el Viejo y Joachim Patinir dejaron algo más que la semilla de un género que continuarían en Flandes maestros como Andries van Eertvelt o Bonaventura Peeters y acabaría identificándose con la pintura holandesa. Precisamente se ha llamado "Siglo de Oro o Edad de Oro" de la pintura holandesa al siglo XVII. Desde Hendrik Cornelisz. Vroom, el primer especialista del género, hasta Salomon van Ruysdael, pasando por el mismísimo Rembrandt, la lista es considerable. El imperio neerlandés de la marina se extendería a lo largo del siglo XVIII y sólo se vería desmantelado por los nuevos conceptos barajados por los pintores románticos, especialmente los ingleses y alemanes.

### Canaletto y Guardi
El siglo XVIII veneciano propuso un tipo de marina, de orden endémico, que convertiría la ciudad de Venecia en paradigma de la pintura de paisaje y foco artístico casi universal hasta que París impuso nuevas coordenadas ya en el último tercio del siglo XIX. Los grandes maestros fueron los enunciados Giovanni Antonio Canal y Francesco Guardi, su émulo más brillante. Frente a ellos, los países fuertes de Europa, alimentados por un rico periodo de guerras en el mar, apostaron en general por la representación más o menos original del correspondiente capítulo bélico.

#### Venecia y elBucintoro

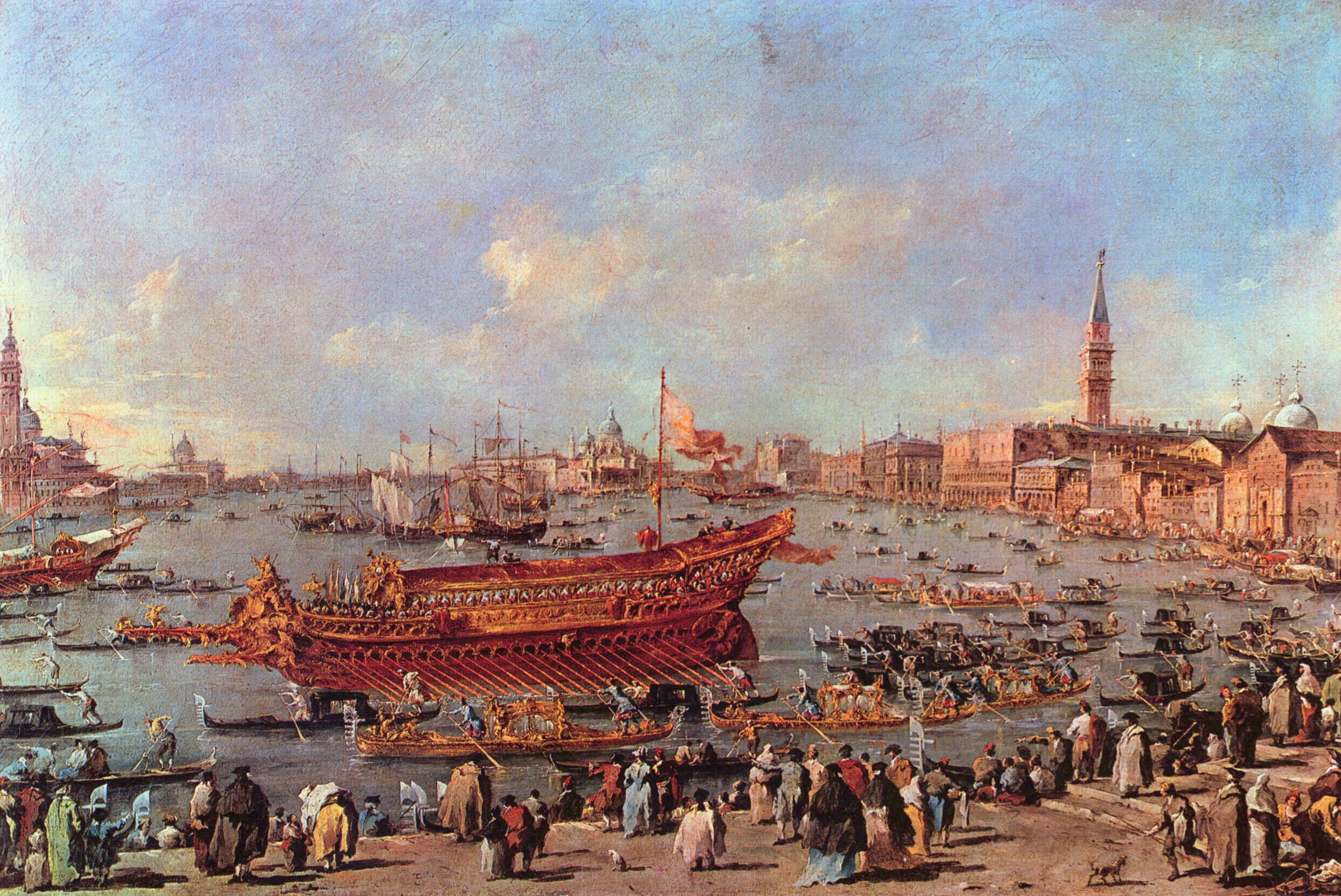
El dux en el Bucintoro se dirige a San Nicolò di Lido, (1766), Francesco Guardi, Museo del Louvre.

La República de Venecia, y la arquitectura fluvial de su histórica capital, se han reservado en el panorama artístico marinero un capítulo independiente, uno de los más lujosos e inagotables. Durante siglos, la ciudad de los canales atrajo la mirada de incontables artistas, hijos de la ciudad y extranjeros de los más diversos confines. Y el producto resultante han sido, inevitablemente, marinas venecianas. Dentro de ese capítulo exclusivo e inconfundible, ganó categoría de "motivo pinctórico especial" la ceremonia llamada en dialecto propio «sposalizio del mare», como parte de la Sensa (fiesta de la Asunción). El ritual incluía como espectáculo culminante el paseo del Dux por la laguna en una nave especial, la «bucina d'oro» (Bucentoro o Bucintoro).

### La tempestad y la calma
Mientras Antoine Roux y sus descendientes seguían cultivando el retrato minucioso de los más bellos navíos, artistas con más nervio, como Théodore Géricault o más genio, como Turner, recogieron la antorcha del mar como espacio bélico, pero desde una nueva estética (algo así como "acerquemos la cámara" y "quememos la maqueta").
En el otro extremo, la postura más filosófica, casi mística, del romanticismo alemán, daba como fruto en su historia de la pintura una
original colección de marinas que mezclaban experiencias científicas de sabios viajeros con introspecciones de poetas nacionales. Los ejemplos más conocidos se encuentran en la obra de Caspar David Friedrich: Monje junto al mar (hacia 1808), En el velero (1819) o Acantilados blancos en Rügen (1818).

## SiglosXIX-XX

### Marinasplenair
En el siglo XIX, una serie de factores revolucionaron la pintura de marinas: la explosión y "popularización" de la pintura de paisaje en el mercado burgués, las propuestas vanguardistas de pintar del natural al aire libre y la creación y comercialización de la pintura de tubo (que permitía transportar los colores ya hechos, sin necesidad de tener que mezclar los pigmentos). Paseos marítimos, costas, ensenadas, playas, puertos y canales se llenan de "pintores de caballete", que inmortalizan panoramas, encuadres, perspectivas, instantes de luz o anécdotas, con el mar como protagonista principal o de fondo. El resultado final se materializará en una serie de subgéneros que recibirán los títulos de "marinas impresionistas", "el realismo en la pintura de marinas", "marina y naturalismo", "luministas del mar", etc.
Las tradicionales marinas holandesas o inglesas dejarán paso a una horda de artistas protagonistas de la última gran revolución de la marina. Un bello cataclismo pictórico con carácter universal.

Marinas vanguardistas
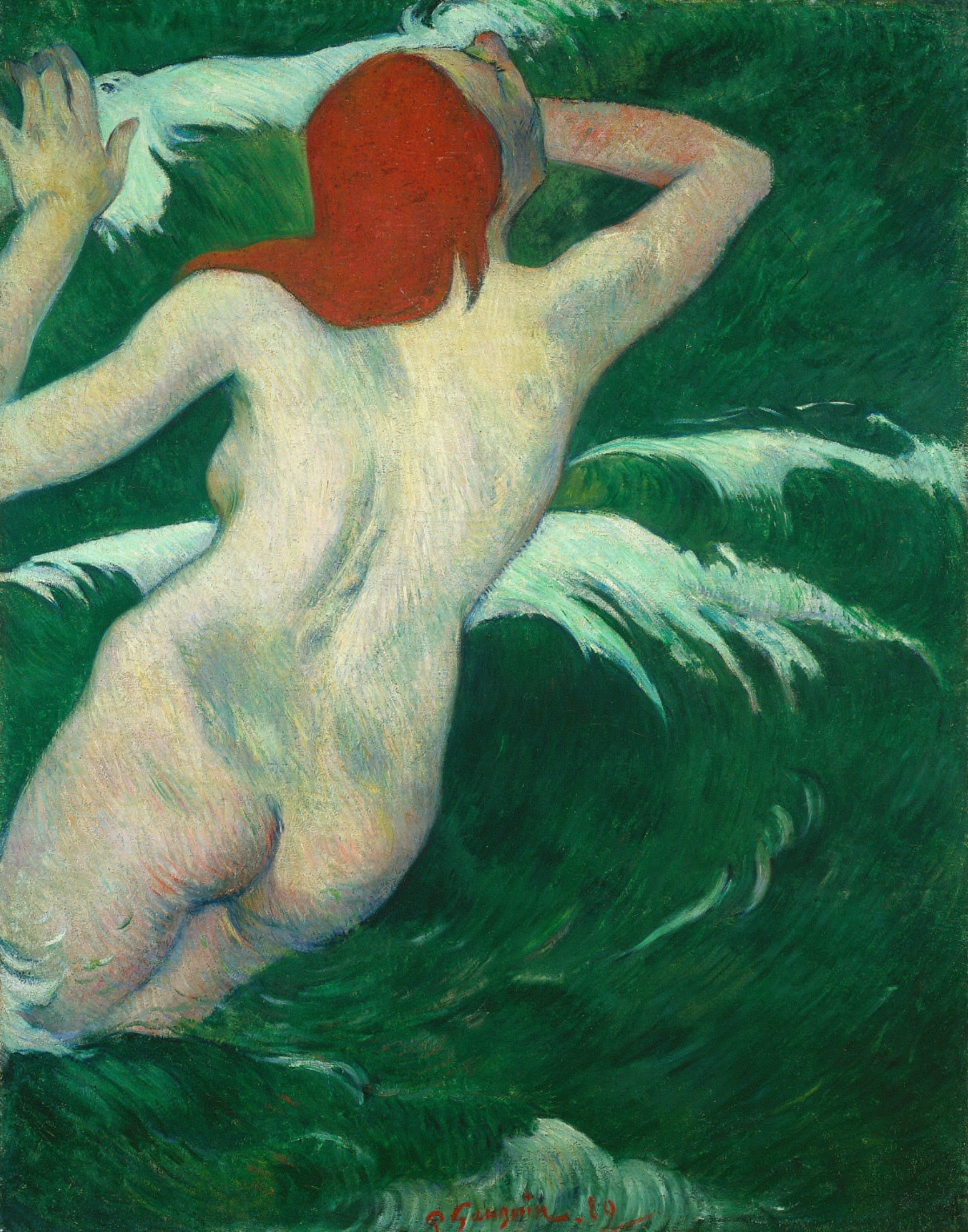
Paul Gauguín: Ondina (1889). Cleveland Museum of Art.
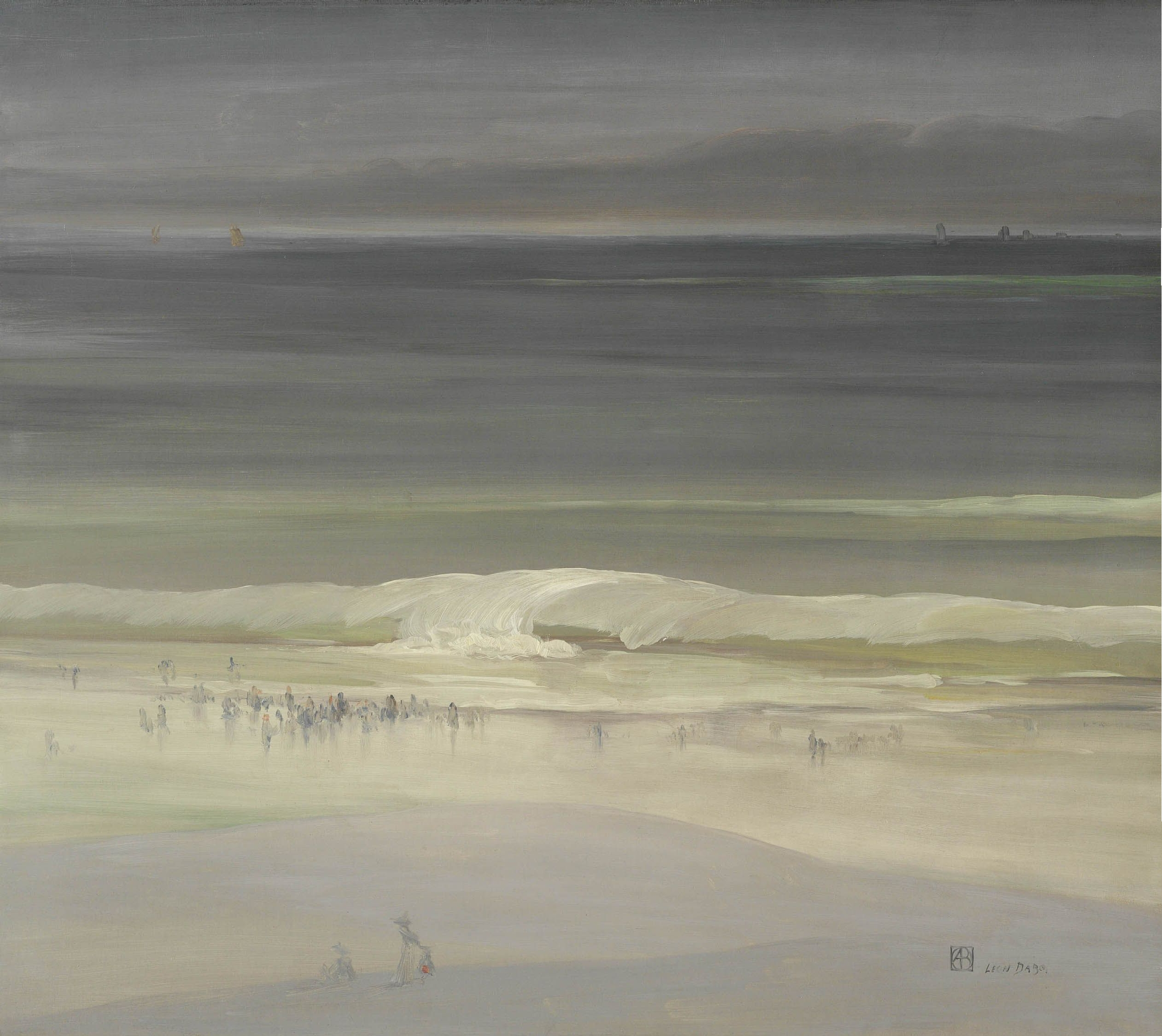
León Dabo: La orilla del mar (hacia 1900). Detroit Institute of Arts, Míchigan, EE.UU.
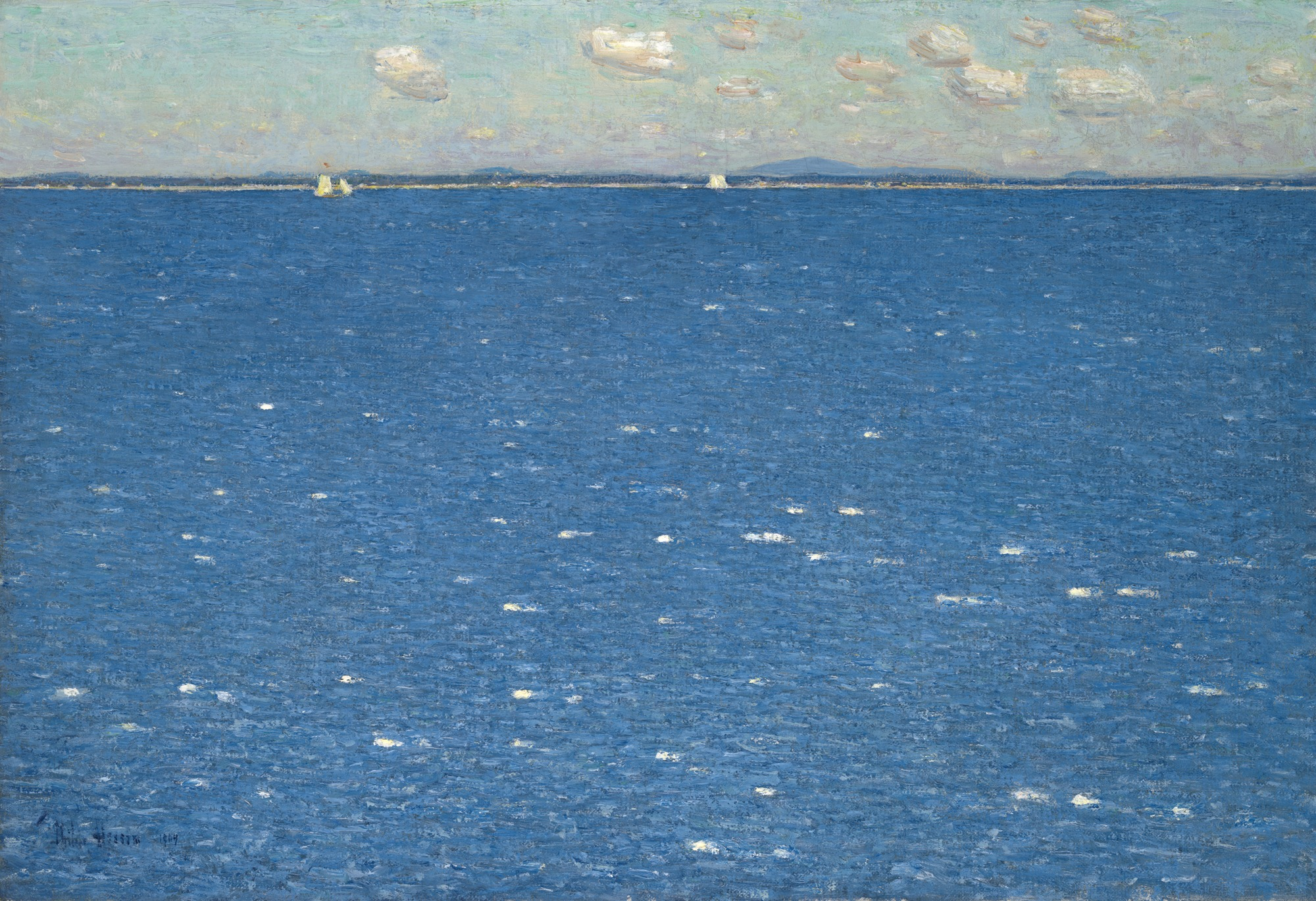
Childe Hassam: Viento del oeste en la isla de Shoals (1904). Universidad de Yale, New Haven, Connecticut.
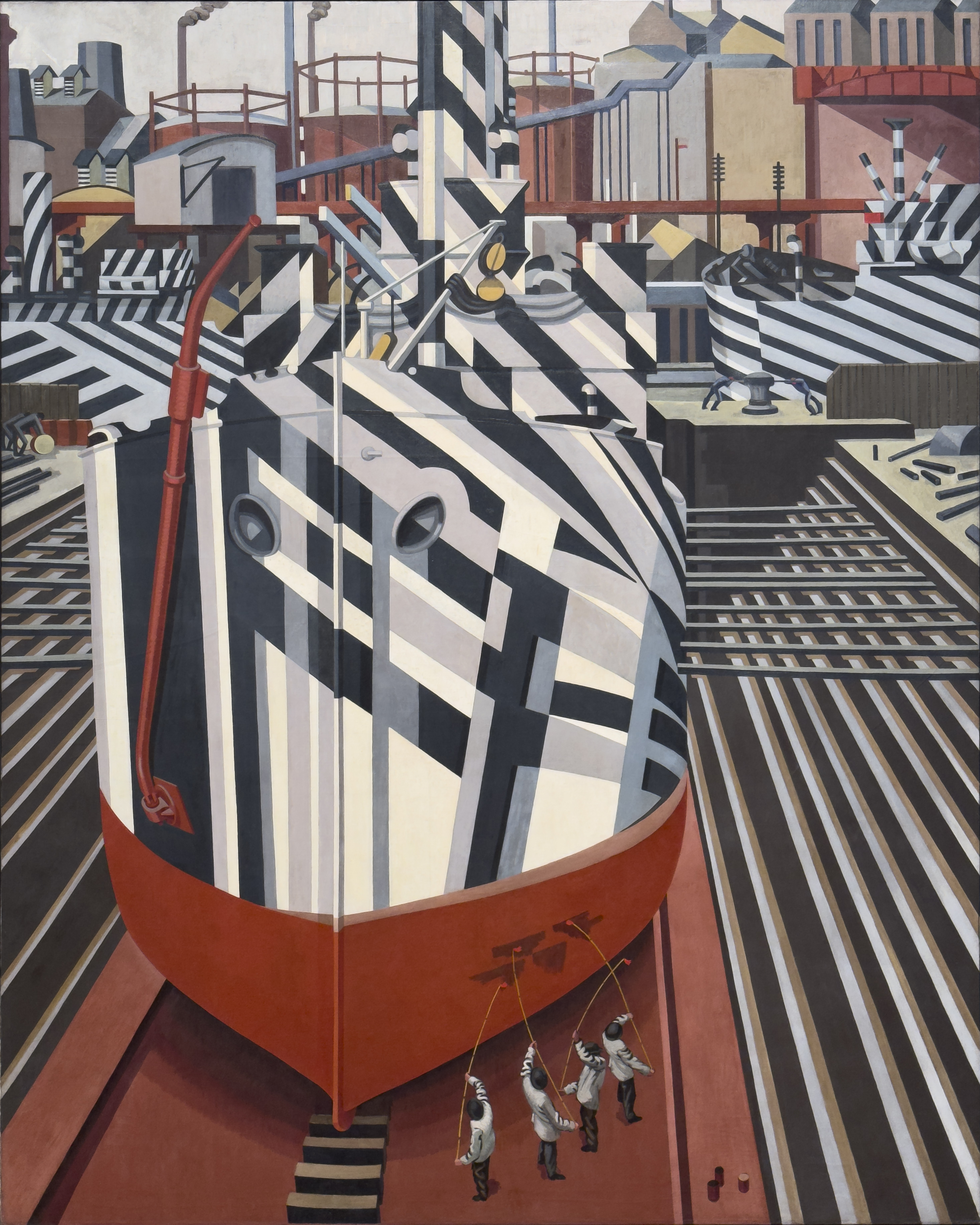
Edward Wadsworth: Buques en dique seco en Liverpool (1919). Galería Nacional de Canadá

## El mar en la pintura española

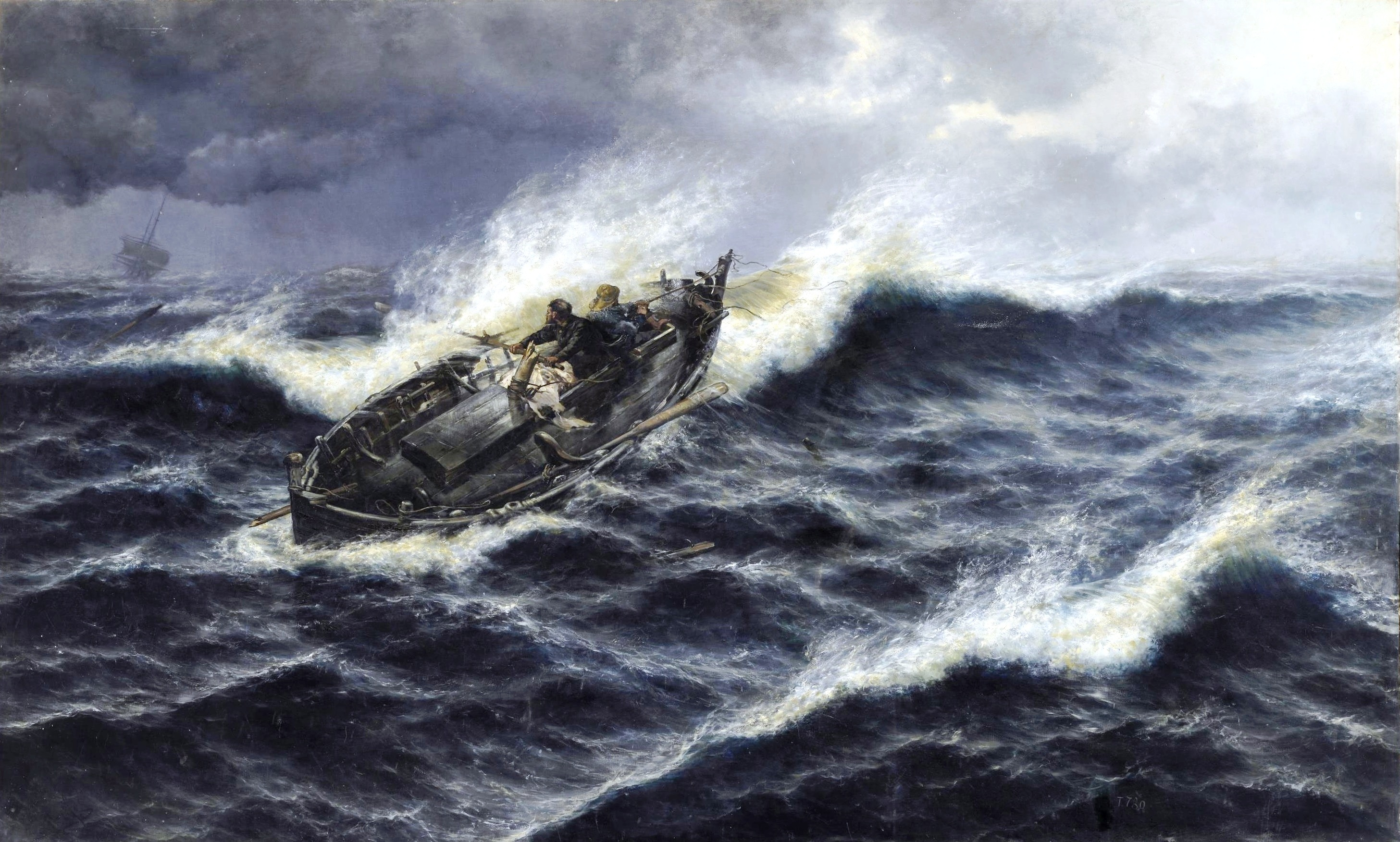
En alta mar (1887), de Salvador Abril, Museo del Prado, Madrid

Dos mares, el Cantábrico y el Mediterráneo, y un océano, el Atlántico, han gestado en la península ibérica una rica y dilatada cultura del mar, tanto en Portugal como en España, con toda su historia colonial y su profunda tradición marinera y pescadora. Todo ello ha quedado reflejado desde el siglo XV en un magnífico crisol (en el sentido de espacio en que se mezclan artistas de distintas extracciones), y más especialmente a partir del siglo XVIII. En el capítulo de las marinas, los mejores ejemplos se encuentran en la obra de los paisajistas de los siglos XIX y XX.
Como guía, puede servir el siguiente listado parcial de artistas españoles con producción importante de marinas, ordenados siguiendo la costa en el sentido de las agujas del reloj, desde Bayona (España) en la frontera norte con Portugal, hasta Palos de la Frontera en la Huelva atlántica, con un apéndice canario:

### Galicia y Asturias
- Teodomiro Avendaño Martínez (1840-19)
- Aureliano de Beruete (1845-1912)
- Casto Plasencia (1846-1990)
- Antonio Caula y Concejo (1847-ca.1904)
- Darío de Regoyos (1857-1913)
- Tomás García Sampedro (1860-1937)
- Juan Martínez Abades (1862-1920) Marinista gijonés
- Francisco Llorens Díaz (1874-1948)
- Máximo Ramos López (1880-1949)
- Manuel Abelenda Zapata (1889-1957)
- Timoteo Pérez Rubio (1896-1977)
- Rafael Alonso Fernández (1924-1995)

### Cantabria y País Vasco
- Luis Paret y Alcázar (1746-1799).- Serie de vistas de los puertos del Norte de España (por encargo de Carlos III.
- Martín Rico Ortega (1833-1908).- Desembocadura del Bidasoa (h. 1865)
- Antonio Aldama Tejada (1934)
- Juan de Barroeta (1835-1906)
- Juan Ramón Luzuriaga (1938).- Renovador del género de las marinas se playas panorámicas.
- Antonio Gomar y Gomar (1853-1911)
- Casimiro Sáinz (1853-1898)
- Anselmo Guinea (1854-1906).- La sirga (1892)
- Jaime Morera y Galicia (1854-1927)
- Darío de Regoyos (1857-1913)
- Tomás Campuzano y Aguirre (1857-1934).- Pintor, acuarelista y grabador con gran producción de marinas del entorno santanderino.
- Fernando Pérez del Camino (1859?-1901): Paisajista cántabro; entroncado en la rancia tradición naval de su familia se especializó en marinas.
- Adolfo Guiard (1860-1916).- La ría en Axpe (1886-7)
- Joaquín Sorolla (1863-1923)
- Manuel Losada Pérez de Nenin (1865-1949)
- Fernando de Amárica (1866-1956)
- Aurelio Arteta (1879-1940).- Los náufragos (1920 y 1932) / Marineros torpedeados.
- Daniel Vázquez Díaz (1882-1969)
- Ramón Zubiaurre (1882-1969).- El marino vasco Shanti Andía (1924)

### Cataluña y Baleares
- Eliseo Meifrén Roig (1858-1940).- Considerado el padre de la marina catalana.
- Ramón Martí Alsina (1826-1894).- Muelle de pescadores de la Barceloneta (1885).
- Joaquín Mir (1873-1940).- Uno de los más originales y atrevidos pintores de marinas costeras.
- Joaquim Sunyer (1874-1956).- Mediterráneo (1910-11)
- Hermenegildo Anglada Camarasa (1871-1959).-
- Nicolau Raurich Petre (1871-1945)
- Dionisio Baixeras Verdaguer (1862-1943)
- Segundo Matilla y Marina (1862-1937)
- Miguel Forteza Forteza (1881-1969)
- Antoni Ribas Oliver (1845-1911)
- Salvador Dalí (1904-1989).- Series de marinas de Cadaqués.
- Josep Puigdengolas Barella (1906-1987)
- Francisco Gimeno Arasa (1858-1927)
- Joan Llaverías Labró (1865 - 1938)

### Levante

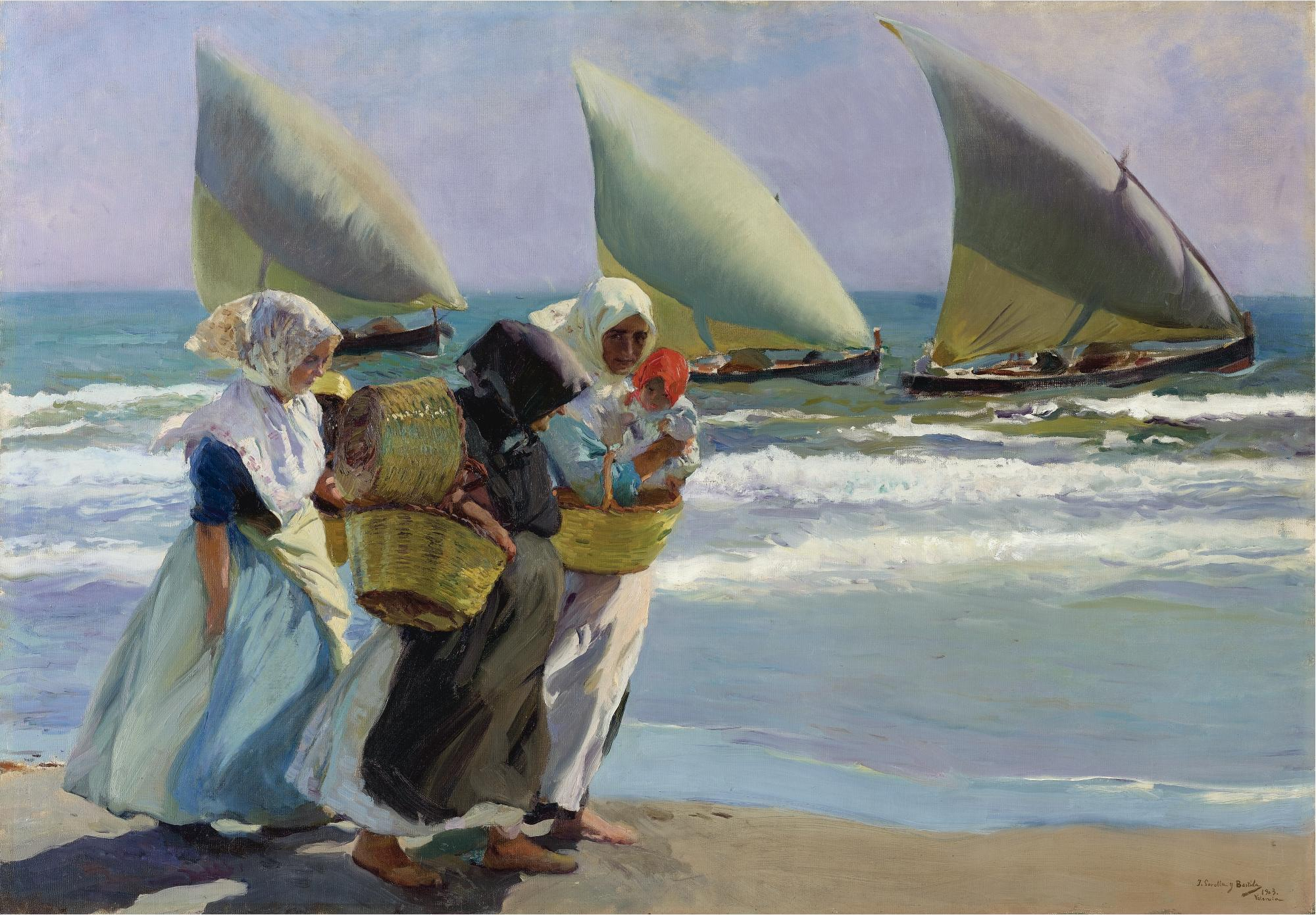
Joaquín Sorolla, Las tres velas (1903).

- Cecilio Plá y Gallardo (1860-1934)
- Ignacio Pinazo Camarlench (1849-1916)
- Antonio Muñoz Degrain (1843-1924)
- José Navarro Llorens (1867-1923)
- Enrique Saborit y Arosa (1869-1928)
- José Garnelo (1866-1944)
- Leopoldo García Ramón (1876-1958)
- Julio Vila y Prades (1873-1930)
- Joaquín Sorolla (1863-1923).- Extensa obra general de escenas de playa. Marinas en las corrientes del realismo, luminismo e impresionismo.
- Gonzalo López Rancaño (1881-1957)
- Salvador Abril

### Andalucía
- Emilio Ocón y Rivas (1845-1904).- Alumno de Haes y considerado como el creador de la escuela malagueña de marinas.
- Federico Godoy Castro (1869-1939)
- Enrique Martínez Cubells (1874-1947) La vuelta de la pesca (1912)
- José Fernández Alvarado (1875-1935)
- José Moreno Carbonero (1858-1942)
- Martín Rico Ortega (1833-1908).-
- Gonzalo Bilbao (1860-1938)
- Joaquín Sorolla (1863-1923)
- Daniel Vázquez Díaz (1882-1969)

### Islas Canarias
- Nicolás Alfaro y Brieva (1826-1905): Romántico plenairista en su isla natal, Tenerife, y en Cataluña.

- Eliseo Meifrén Roig (1858-1940)
- Juan Martínez Abades (1862-1920) Marinista gijonés, trabajó en Santa Cruz de Tenerife decorando el salón de actos del Ayuntamiento.
- ''Colacho'' Massieu (1876-1954)
- Néstor Martín-Fernández de la Torre  (1887-1938)

## Estampas de barcos

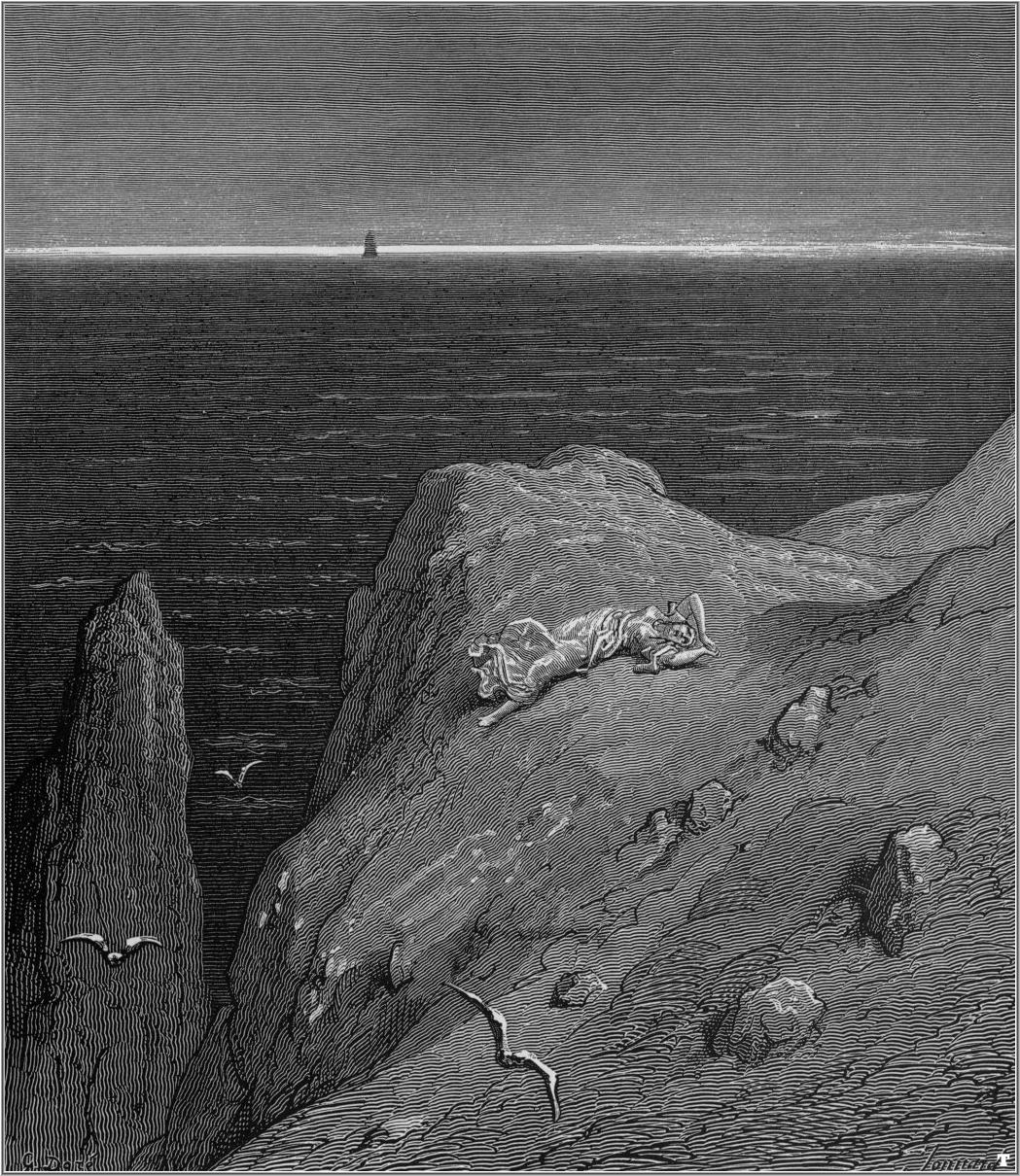
Ilustración de Gustave Doré para el Orlando furioso de Ariosto.

La historia del grabado y el aguafuerte, asociados al dibujo naval y al arte del paisaje, han producido una importante industria paralela al género de la marina y sus anexos.
Entre las más antiguas estampas de barcos se encuentran las grabadas por el brujense Maestro WA o Maestro de Housemark (activo entre 1465-1490).
Uno de los últimos y más bellos capítulos en el arte del grabado asociado al mar lo firmó Gustavo Doré, con láminas como su colección de dibujos para ilustrar en 1866 el poema La balada del viejo marinero de Samuel Taylor Coleridge, así como algunos pasajes de la Biblia y del Orlando furioso de Ariosto.

## Batallas navales
El hecho de que la humanidad haya practicado la guerra en el mar desde hace, por lo menos, 3000 años hasta el momento presente (desde el I milenio a. C.) ha tenido su inevitable reflejo en las artes pictóricas. Presentes en jeroglíficos, papiros y diferentes tipos de vasijas, las batallas navales ganaron a partir del siglo XVI su propio capítulo en la historia de la pintura. Tal riqueza temática corre paralela a la circunstancia geográfica de que las culturas mediterráneas se hayan desarrollado en función del comercio marítimo y, a partir del descubrimiento de América, gran parte de los países del planeta hayan medido su economía y su política con coordenadas marinas. No resultaría exagerado asegurar que todos los museos del mundo pueden aportar sus más o menos brillantes ejemplos: batallas, naufragios, abordajes, piratas y heroicos navíos. La producción en torno a toda esta épica naval ha sido durante siglos una de las bases de la dignidad nacional y del negocio del arte.

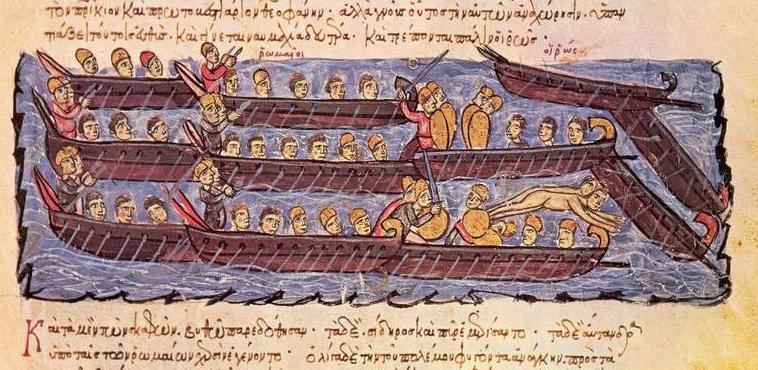
Batalla naval en Constantinopla Bizancio, en el año 941. Anónimo del siglo XII, en la Sinopsis de la historia de Juan Skylitzes. Biblioteca Nacional de España.
Batalla de Lepanto (1570).
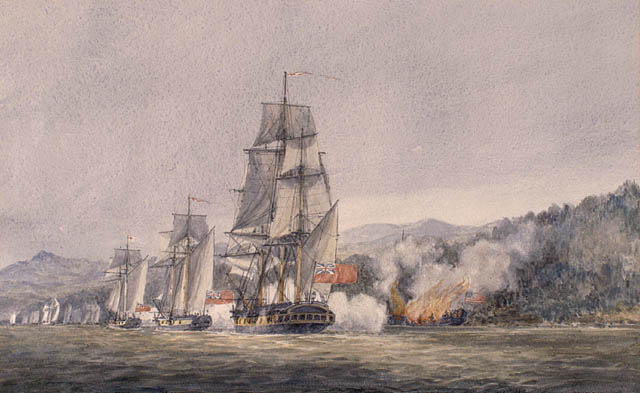
Acuarela anónima de la batalla de la isla de Valcour en la guerra de independencia estadounidense.
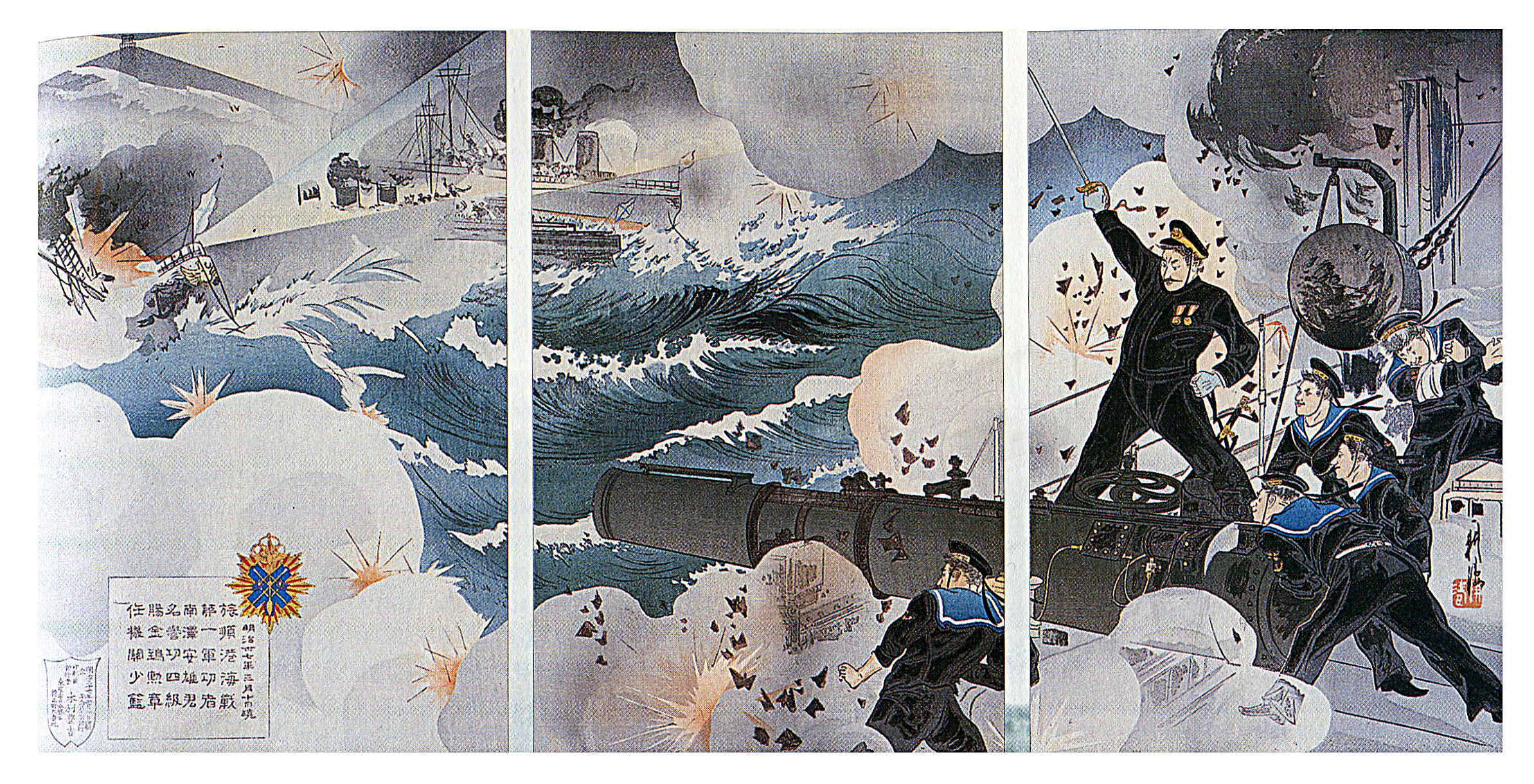
Tríptico de la era Meiji, representando un episodio de la batalla de Port Arthur, al inicio de la guerra ruso-japonesa de 1904 y 1905.

En el lejano oriente, las primeras batallas navales conocidas tuvieron lugar durante el período de los Reinos Combatientes (481 a. C.-221 a. C.), un período en el que diversos señores de la guerra, con poder de ámbito regional, se combatían unos a otros, mientras proclamaban su lealtad al soberano teórico, perteneciente a la Dinastía Zhou. La guerra naval tuvo su correspondiente reflejo artístico, sin eclipsar por ello la tradición filosófica china en la pintura de paisajes, menos beligerante.

## Piratas, fantasmas y otros mitos

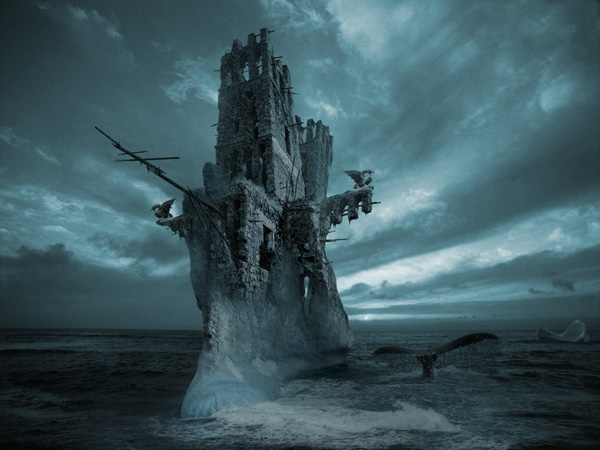
El holandés errante, mito y leyenda del barco que no pudo regresar a puerto, pintado por George Grie.

La pintura de marinas no ha sido ajena a la representación de lo legendario. Mitos, fantasmas y una larga lista de embarcaciones, episodios y personajes a medias ficticios, a medias reales, tienen su galería en el museo pictórico de mares y océanos. En sus salas conviven personajes de las mil y una noches, navíos fantasmas como el universal  holandés errante, el chileno Caleuche o el bergantín Mary Celeste; navegantes de la literatura clásica como Odiseo o Jasón; héroes y naves de las sagas nórdicas (como Bran mac Febal o el Hringhorni); arcas flotantes como la del bíblico Noé o, los no menos literarios, Nautilus de Julio Verne y Vingilot de Tolkien.
Piratas, sus buques, batallas, abordajes, asaltos y demás episodios histórico-mítico-literarios tienen también su espacio, considerable,
entre las representaciones en grabado, acuarela, dibujo, ilustración o gran óleo sobre lienzo. El capítulo podría completarse con las marinas de evocación épica de buques reales que el tiempo fue cubriendo con aureola de mito, como la goleta Hércules, de Byron, el Temerario que inmortalizó Turner o el infausto Titanic.

## Marinas orientales

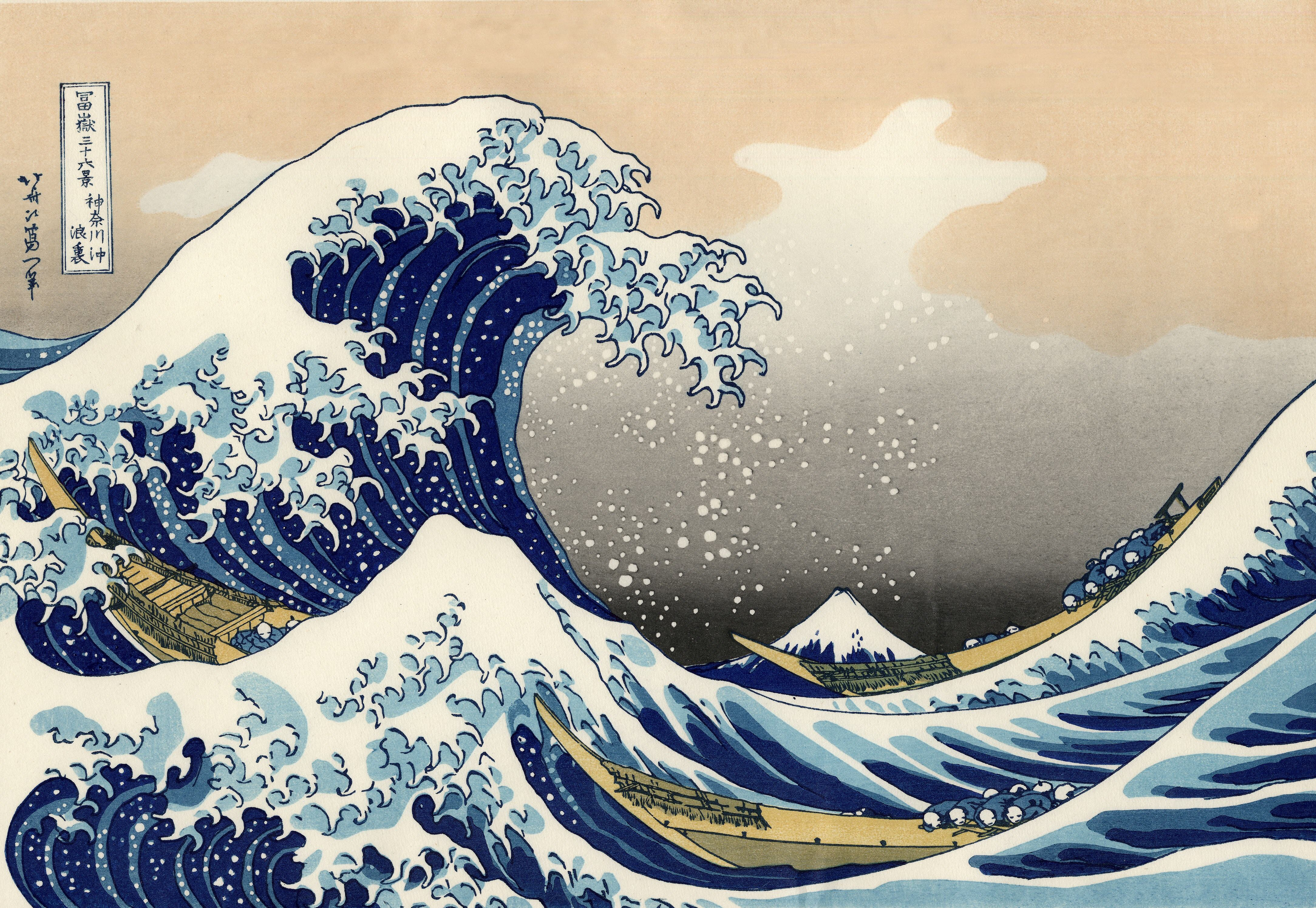
La gran ola de Kanagawa, es la obra más conocida de Hokusai y la primera de su famosa serie Treinta y seis vistas del monte Fuji. Esta estampa representa una tempestad en alta mar en el momento que la cresta de una ola está a punto de romper sobre la barca de unos pescadores. Al fondo se ve el monte Fuji.

Los intercambios, tanto comerciales como culturales, entre Oriente y Occidente, tienen un ejemplo visualizado en la pintura de marinas. La interpretación pictórica que del mar hicieron los pintores europeos del XVII acabaría por resultarle esclarecedora a los pintores japoneses de la primera mitad del siglo XIX; no en vano su país forma parte de la cultura acuática a todos los niveles, desde el económico al mítico más ancestral, con dioses-dragones que se manifiestan como serpientes marinas impregnándolo todo, desde su folclore a su filosofía.
Así lo percibieron artistas como, por ejemplo, Hokusai, Utagawa Kuniyoshi o Utagawa Hiroshige, y así puede observarse en obras como el tríptico de este último pintor, titulado Nieve, luna y flores: Luna sobre Kanazawa (1857), con una estructura y composición en fuga que parece copiada de Patinir. Otro hermoso ejemplo, quizá el más universal y emotivo, es La gran ola de Kanagawa
Se ha especulado que la perspectiva, utilizada en las pinturas occidentales a partir de los trabajos de Paolo Uccello y Piero della Francesca, llegó a Japón en el siglo XVIII a través de grabados que llevaban los comerciantes occidentales (especialmente holandeses) que llegaron a Nagasaki. Los primeros intentos por copiar el uso de la perspectiva occidental fueron llevados a cabo por Okumura Masanobu y especialmente por Utagawa Toyoharu, quien incluso alrededor de 1750 realizó algunos grabados en los que representaba en perspectiva los canales de Venecia.
La herencia de Toyoharu se reflejó en los grabados de Hiroshige —estudiante indirecto de Toyoharu a través de Toyohiro— y de Hokusai, quien se familiarizó con la perspectiva occidental desde la década de 1790 a partir de las investigaciones de Shiba Kōkan. Prueba de ello fue la publicación, entre 1805 y 1810, de la serie titulada Espejo de imágenes holandesas - Ocho vistas de Edo.
El imparable efecto búmeran haría que a finales del siglo XIX, la intelectualidad francesa importara la estética oriental, el llamado japonismo presente en conocidas obras impresionistas y postimpresionistas, corrientes artísticas que a su vez regresarían a Japón para influir a los primeros pintores de la era Taishō.

## Selección cronológica de tipos de marinas

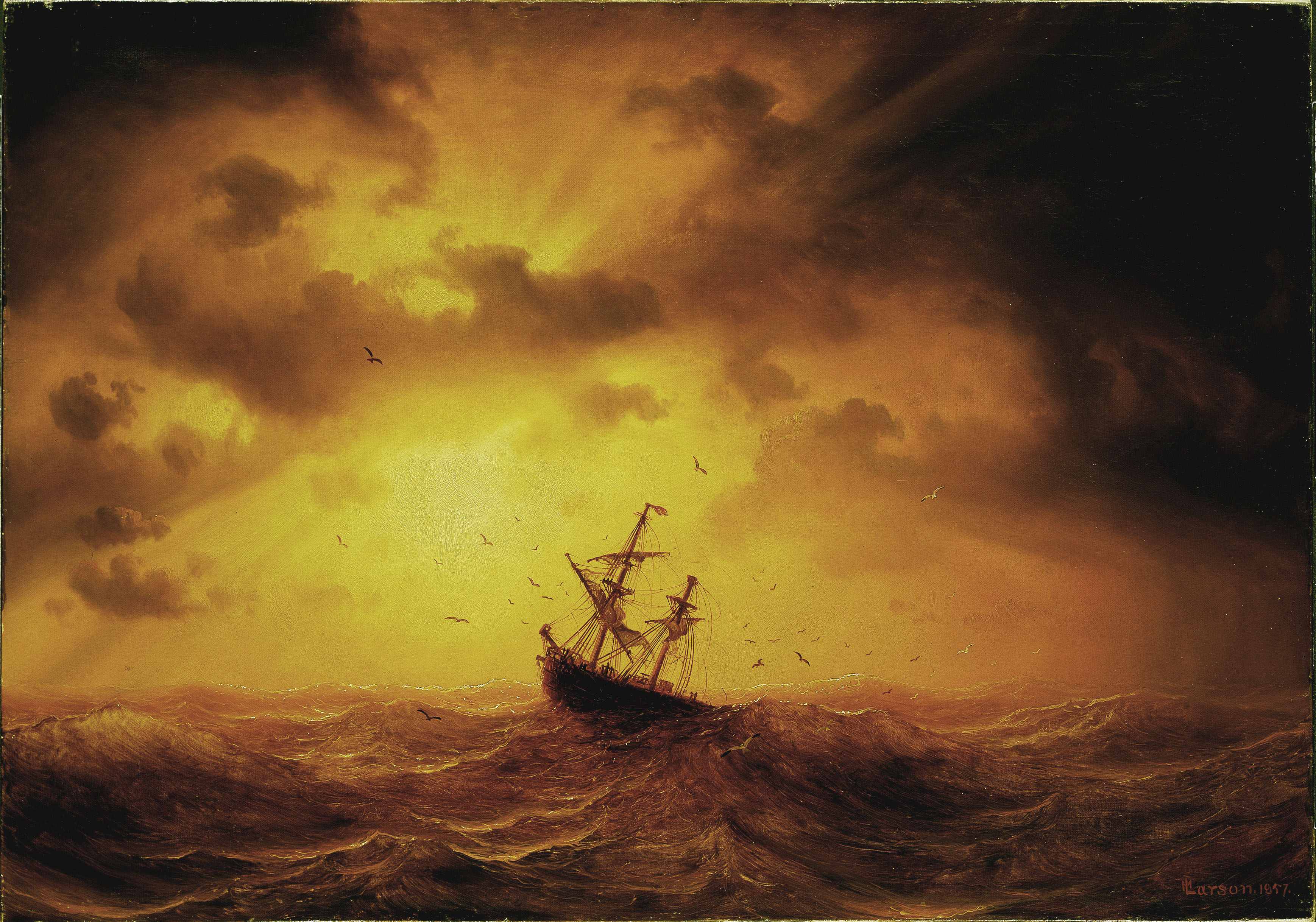
Mar tormentoso (1857), de Marcus Larson, Museo Nacional de Estocolmo

- El Argo de Lorenzo Costa(entre 1500 y 1530)
- El paso de la laguna Estigia de Patinir (hacia 1520)
- Virgen de los Navegantes de Alejo Fernández (hacia 1535)
- Puerto con el embarque de la Reina de Saba de Claudio de Lorena (1648)
- El Mosa en Dordrecht de Albert Cuyp (hacia 1650)
- Llegada del embajador francés a Venecia de Canaletto (hacia 1740)
- La bahía de Weymouth de John Constable (1816)
- La balsa de la Medusa de Théodore Géricault (1819)
- La barca de Dante de Eugène Delacroix (1822)
- Ulises burlando a Polifemo de Joseph Mallord William Turner (1829)
- Novena ola de Iván Aivazovski (1850)
- Impresión, sol naciente de Claude Monet (1872-3)
- La isla de los muertos de Arnold Böcklin (1880)
- Ulises y las sirenas de John William Waterhouse (1891)
- Las tres velas de Joaquín Sorolla (1903)
- El puerto de Marsella (1907) de Paul Signac (1907)

## Galería

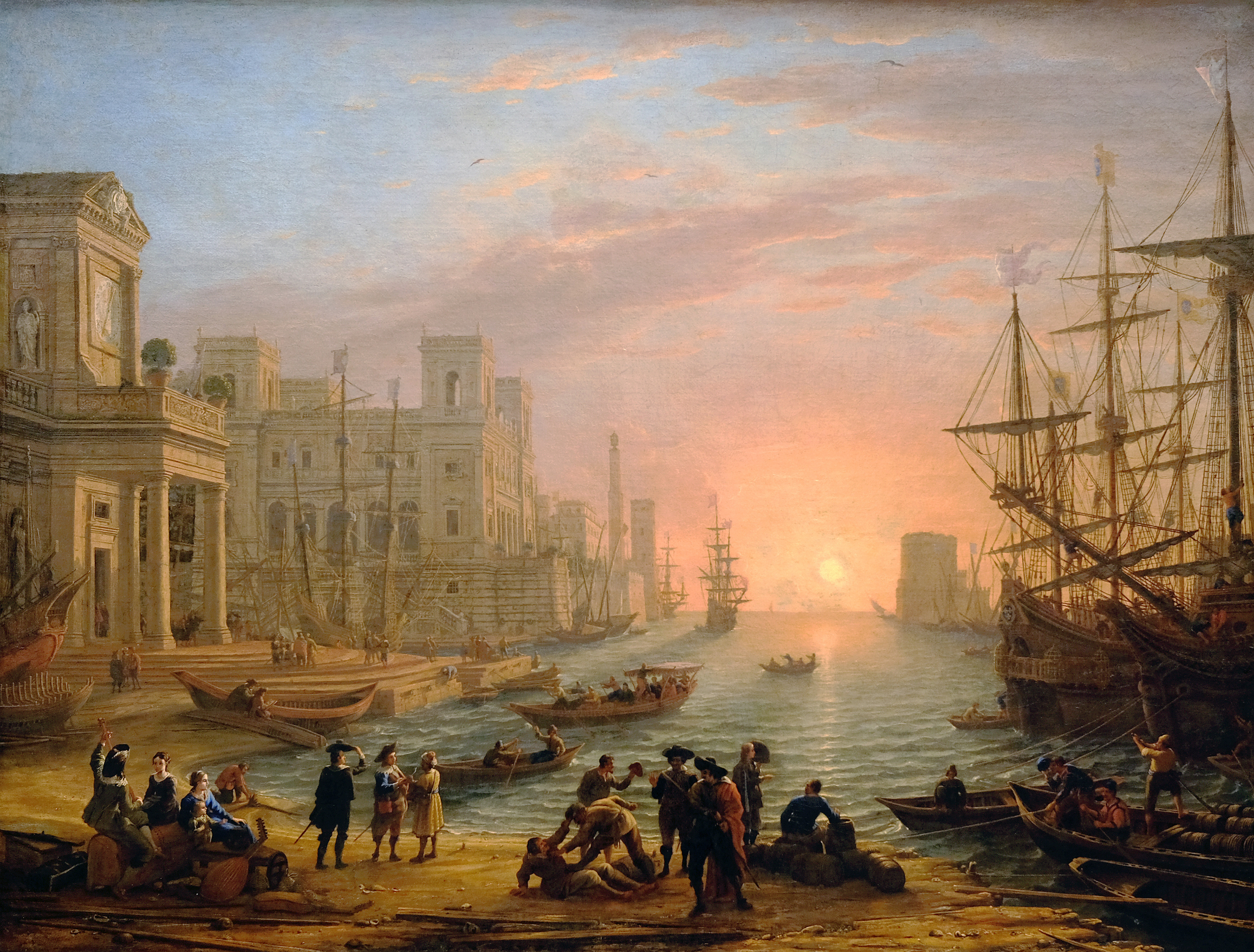
Puesta de sol en un puerto (1639), de Claudio de Lorena, Museo del Louvre, París
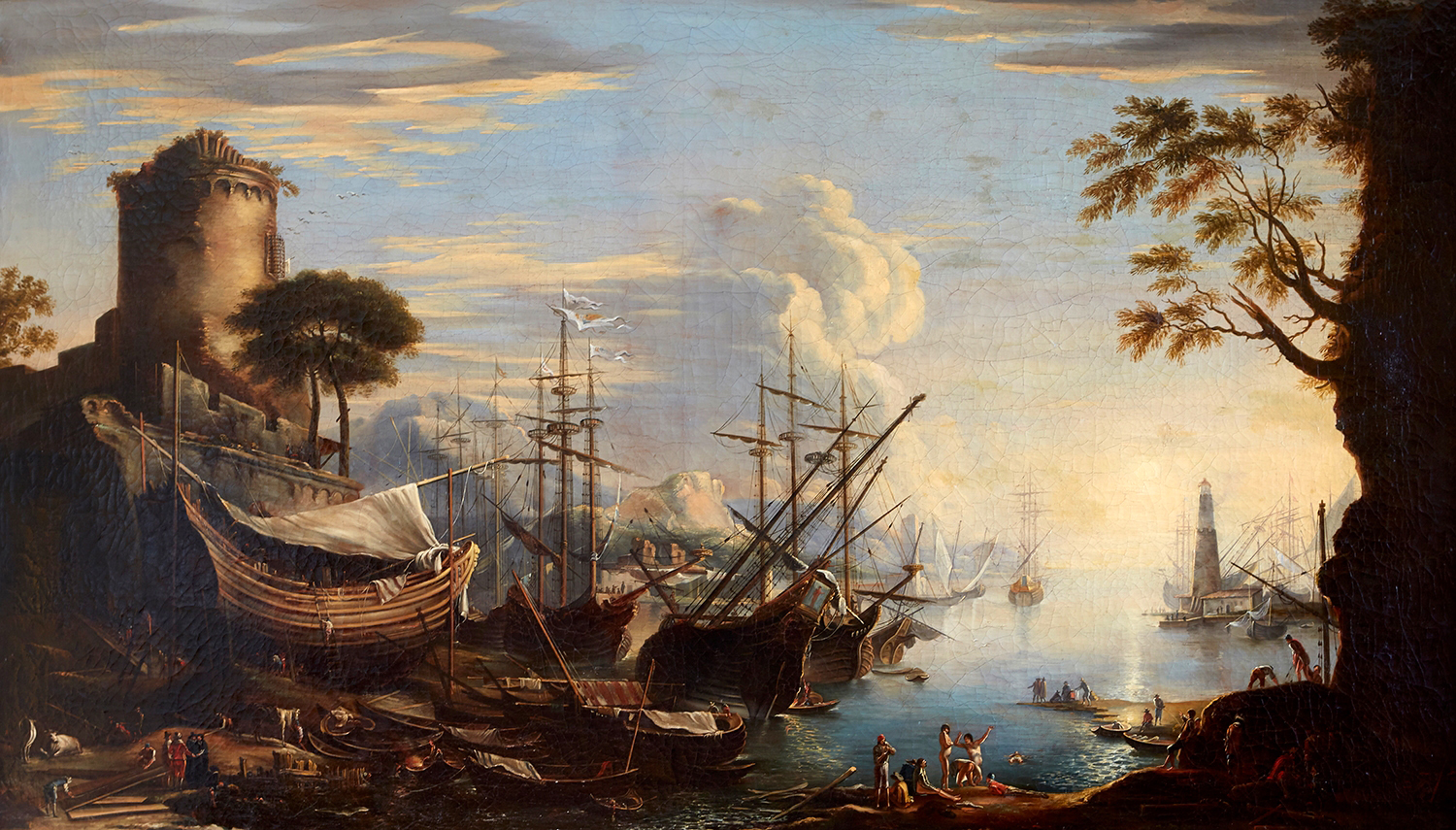
Marina del puerto (1640), de Salvator Rosa, Palazzo Pitti, Florencia
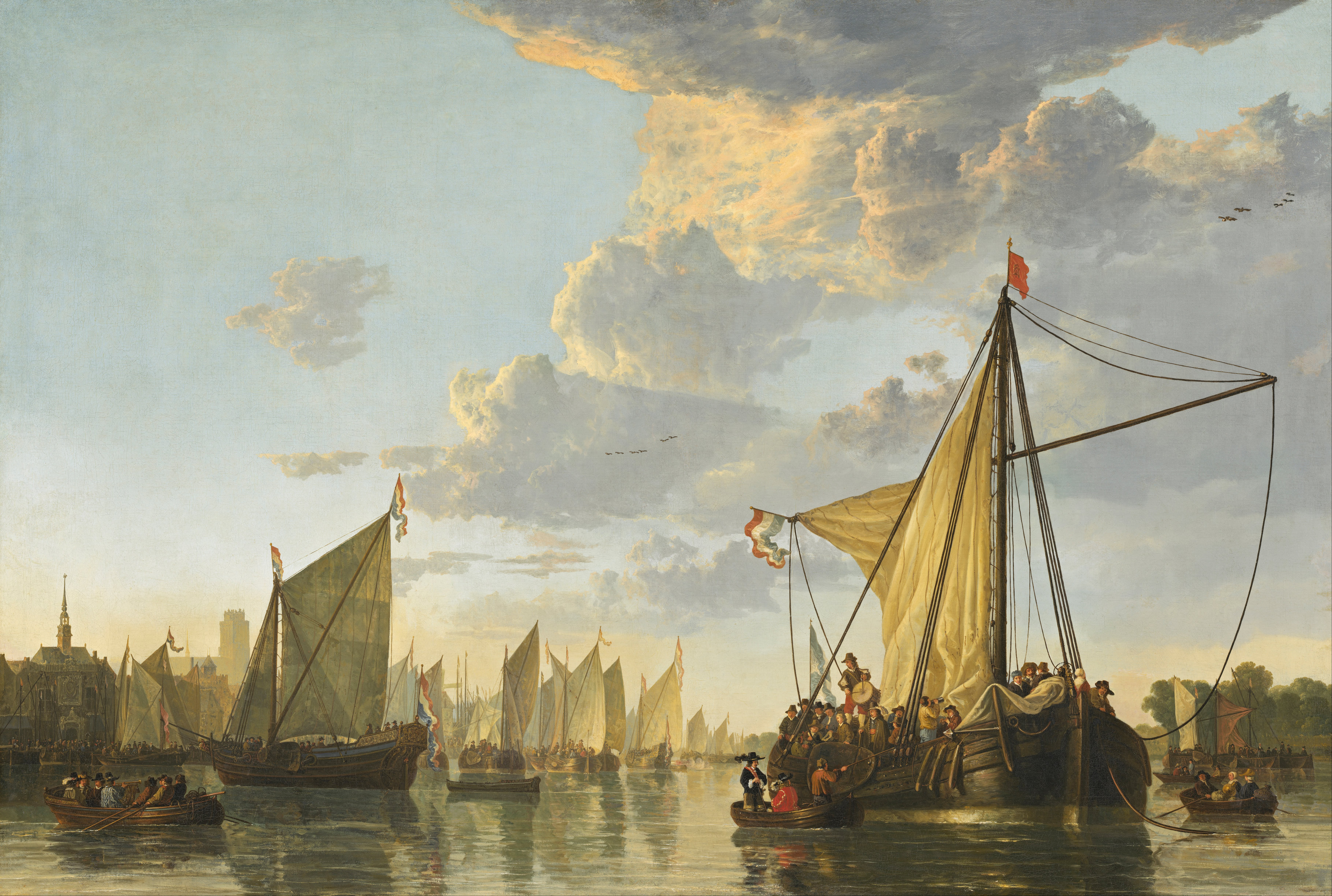
El Mosa en Dordrecht (c. 1650), de Aelbert Cuyp, Galería Nacional de Arte, Washington D. C.
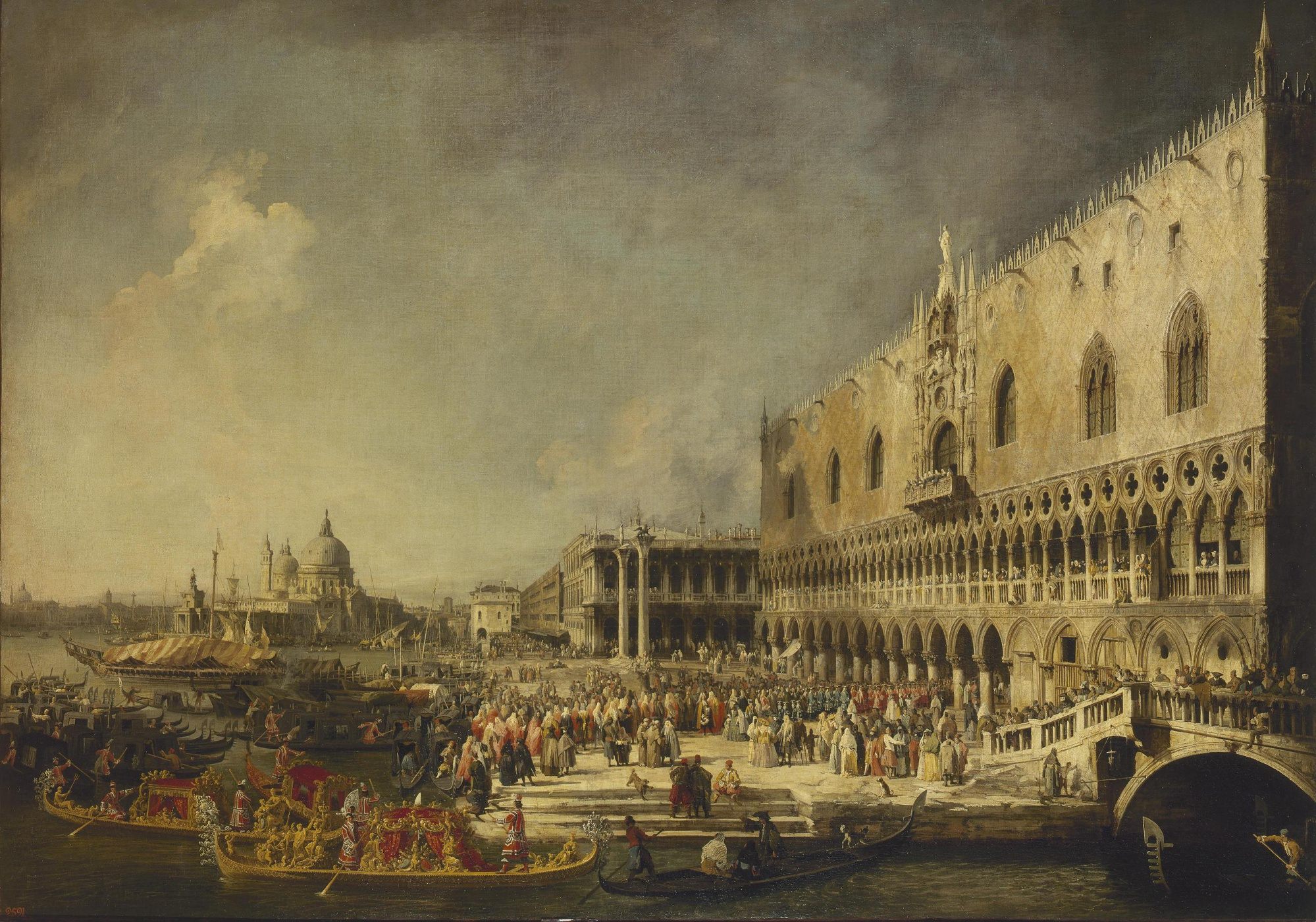
Llegada del embajador francés a Venecia (1740), de Canaletto, Museo del Hermitage, San Petersburgo
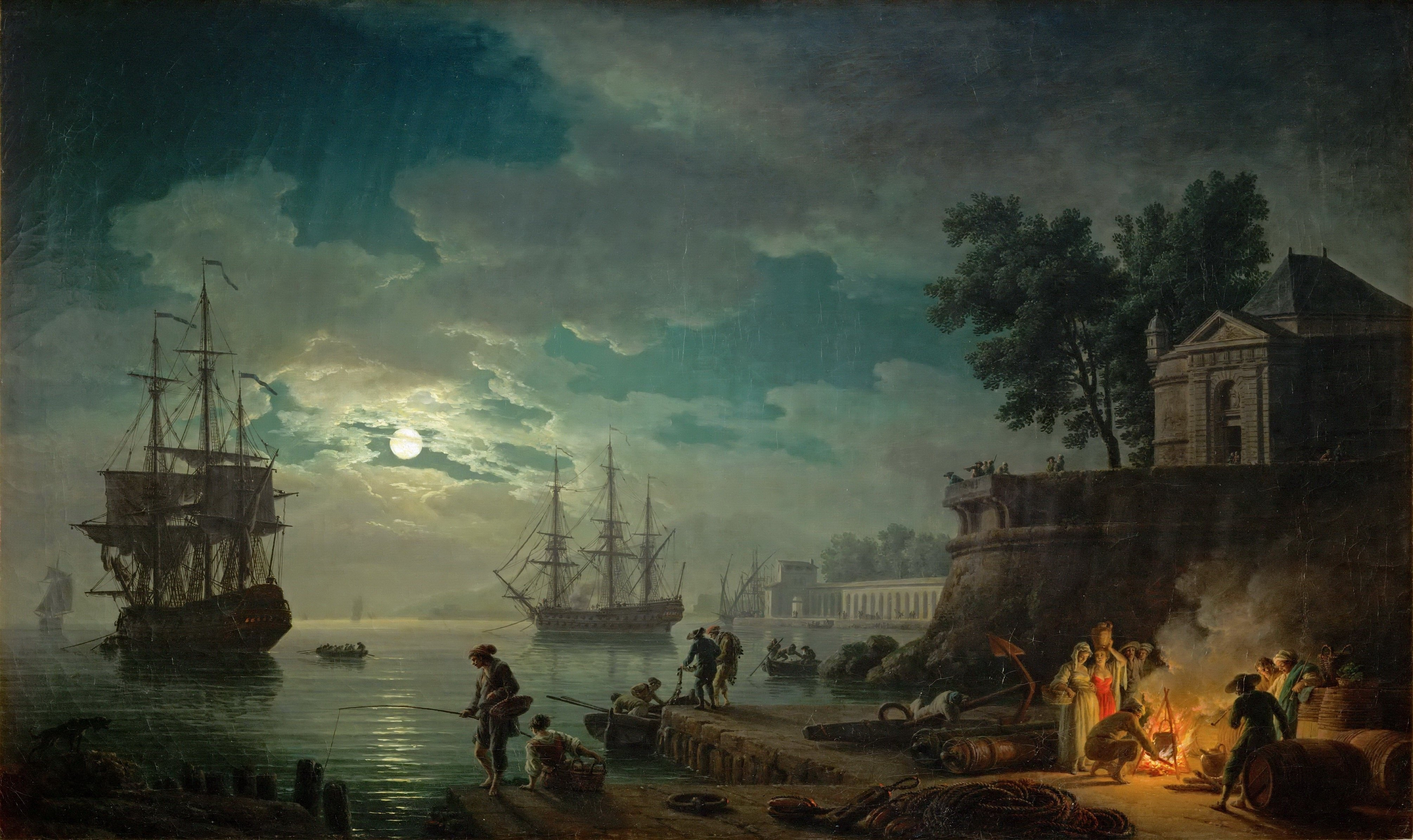
Noche: puerto a la luz de la luna (1771), de Claude Joseph Vernet, Museo del Louvre, París
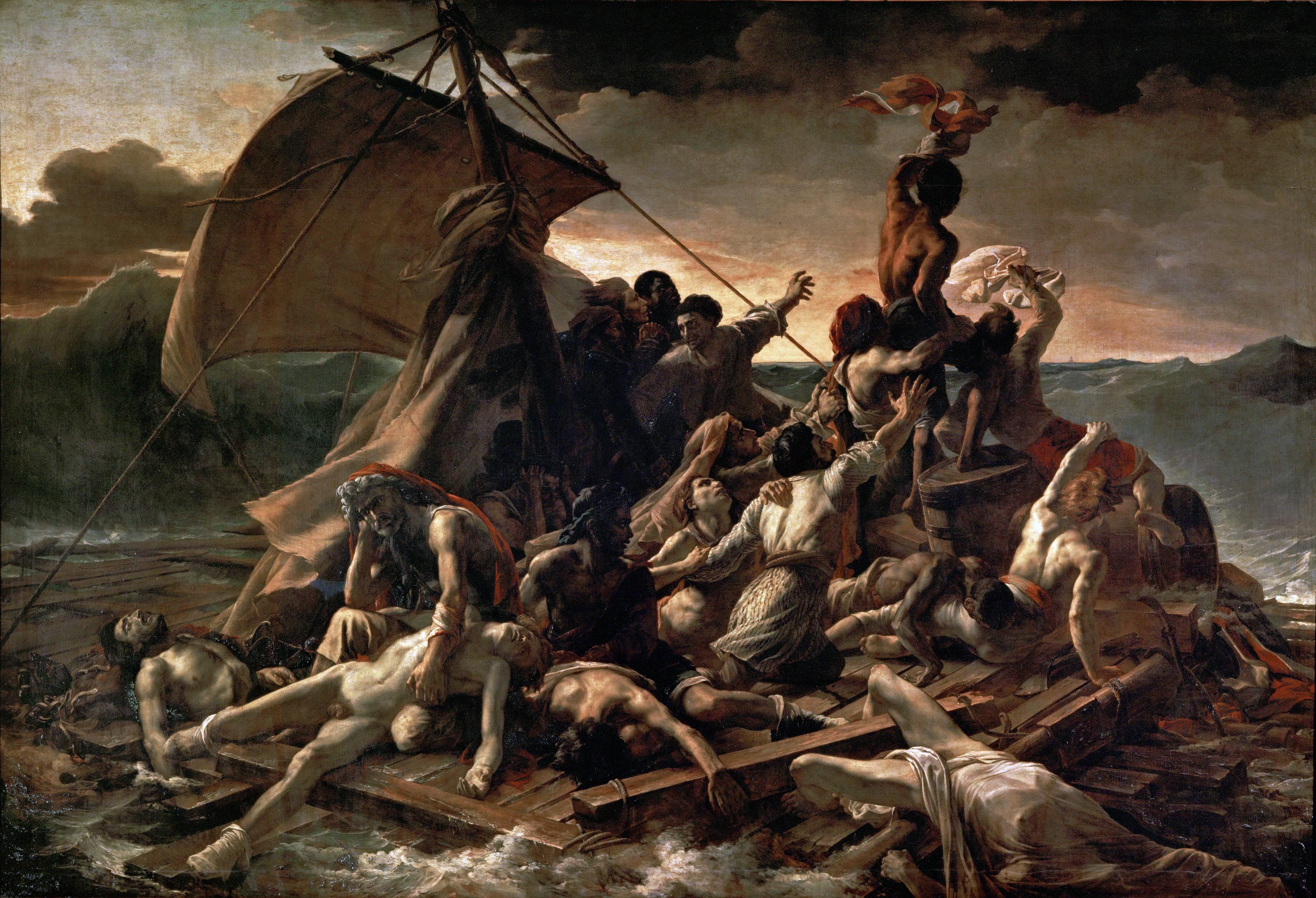
La balsa de la Medusa (1819), de Théodore Géricault, Museo del Louvre, París
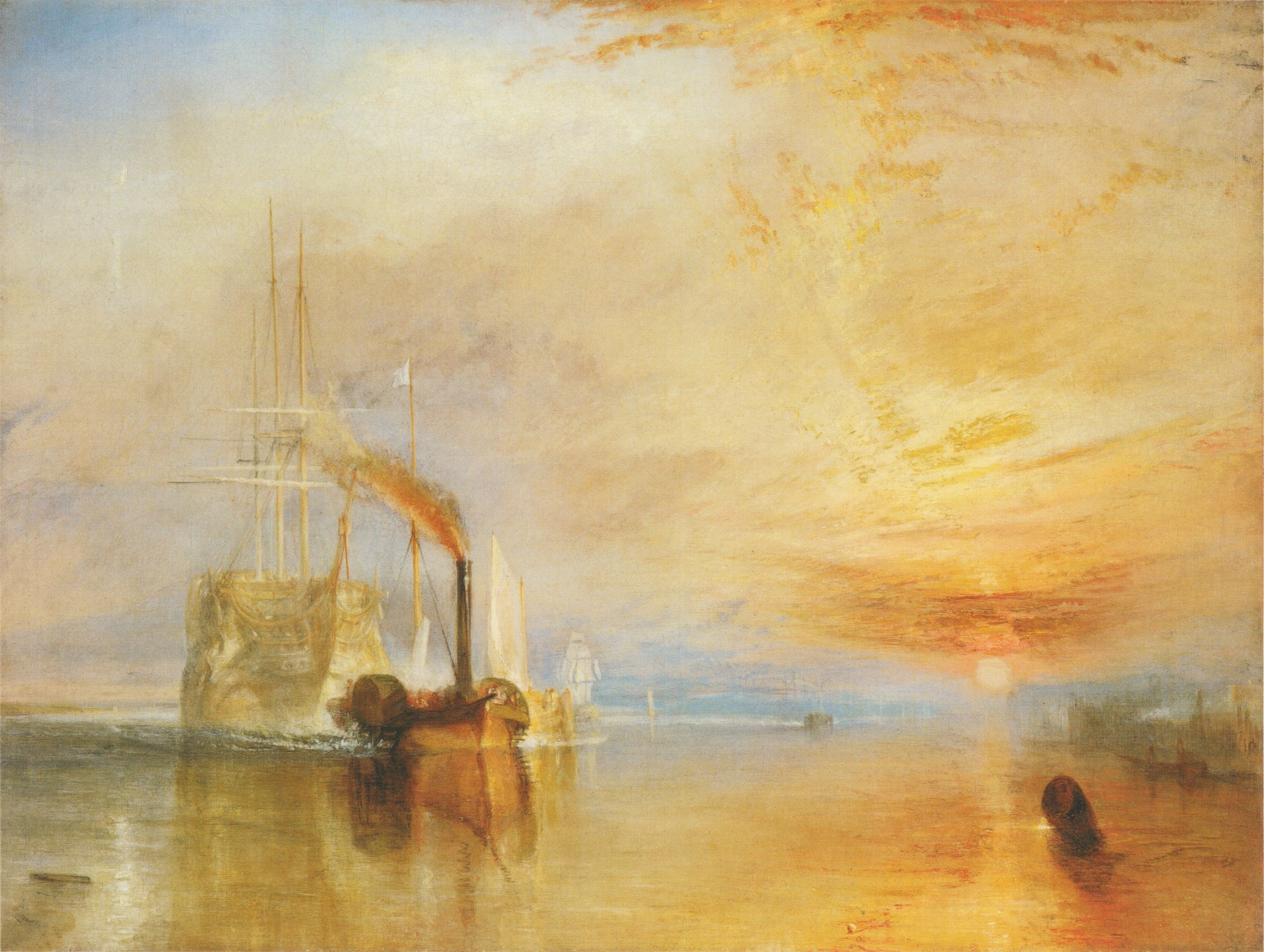
El «Temerario» remolcado a su último atraque para el desguace (1839), de Joseph Mallord William Turner, The National Gallery, Londres
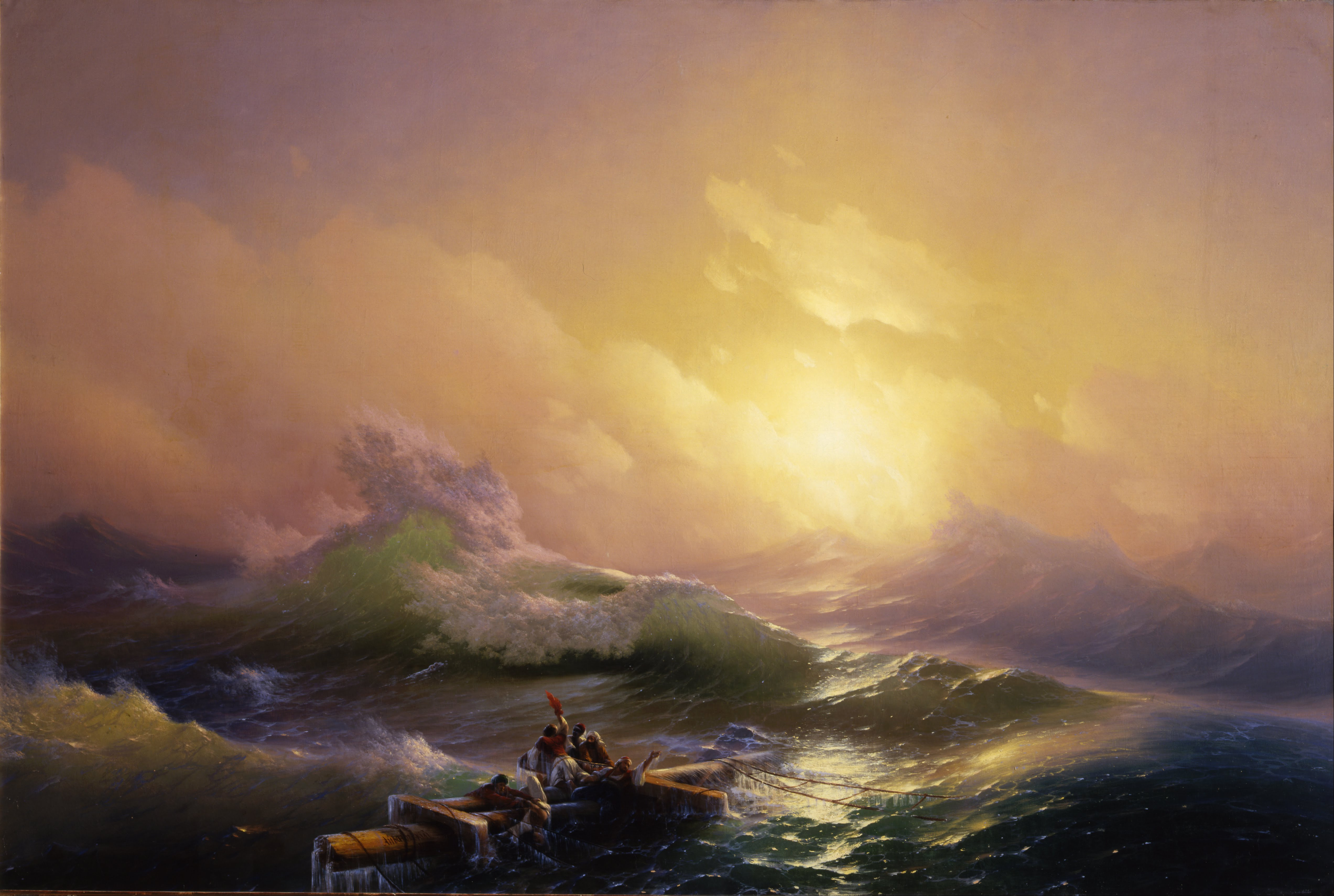
Novena ola (1850), de Iván Aivazovski, Museo Estatal Ruso, San Petersburgo
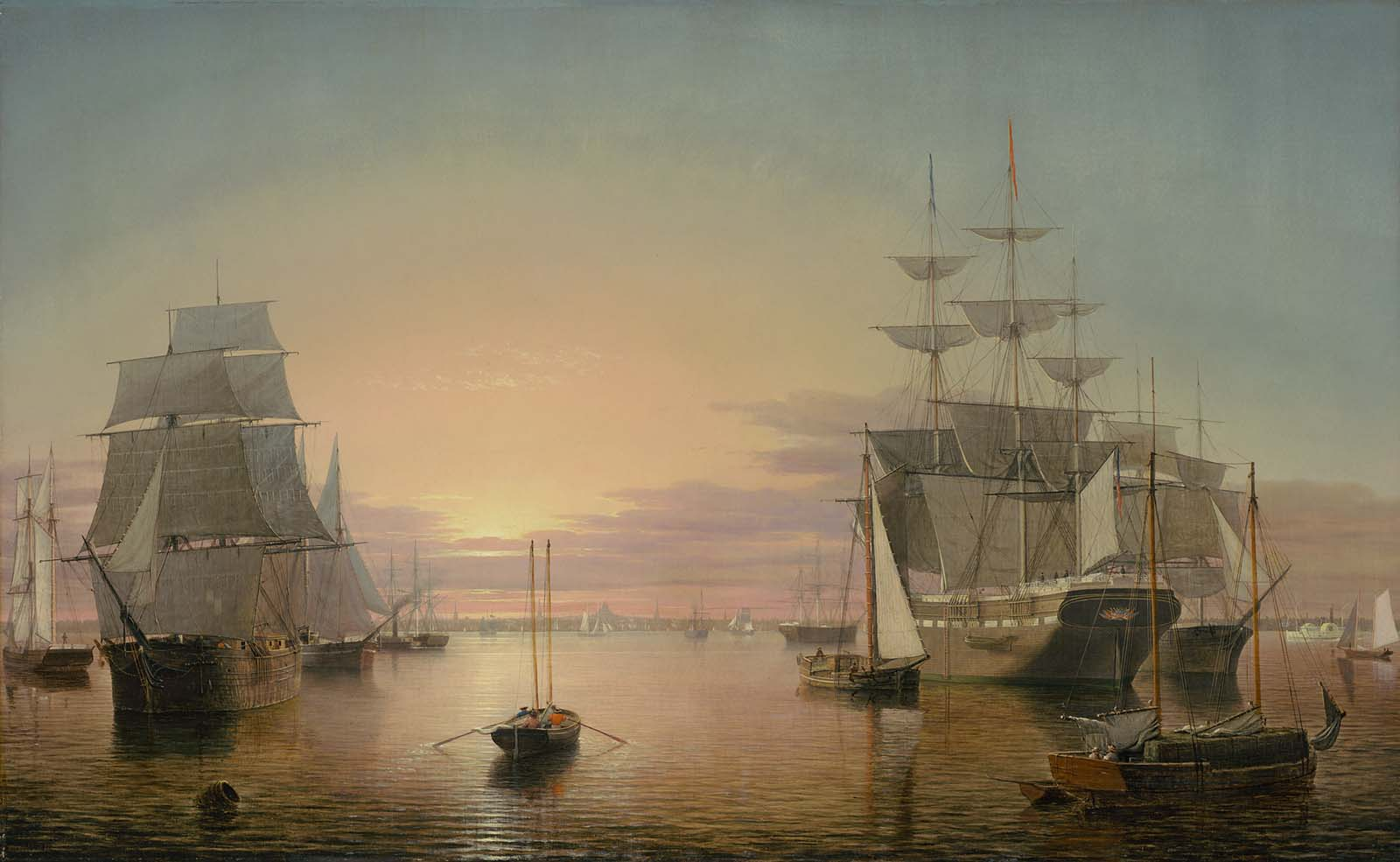
El puerto de Boston (1850-1855), de Fitz Henry Lane, Museum of Fine Arts, Boston
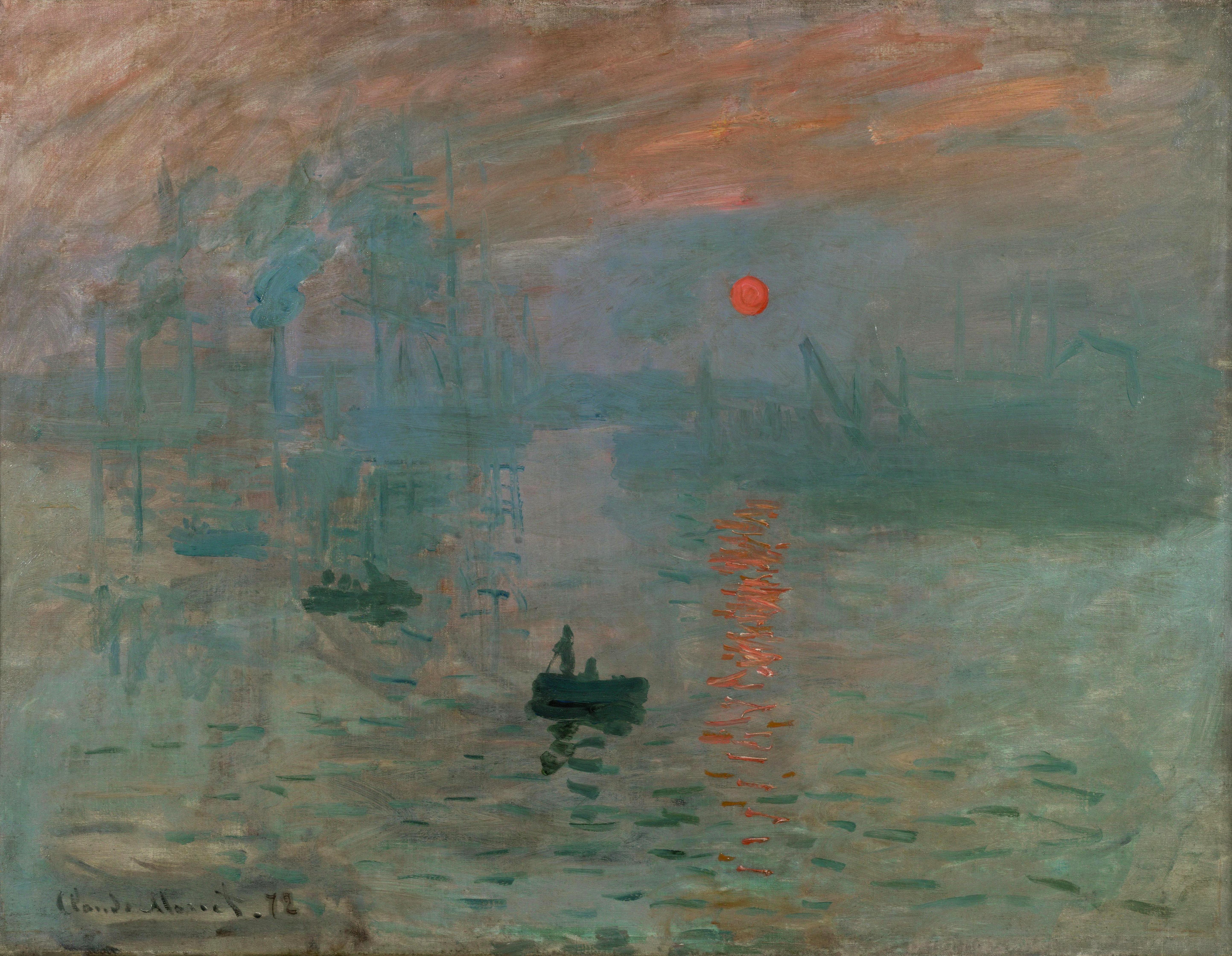
Impresión, sol naciente (1873), de Claude Monet, Museo Marmottan-Monet, París
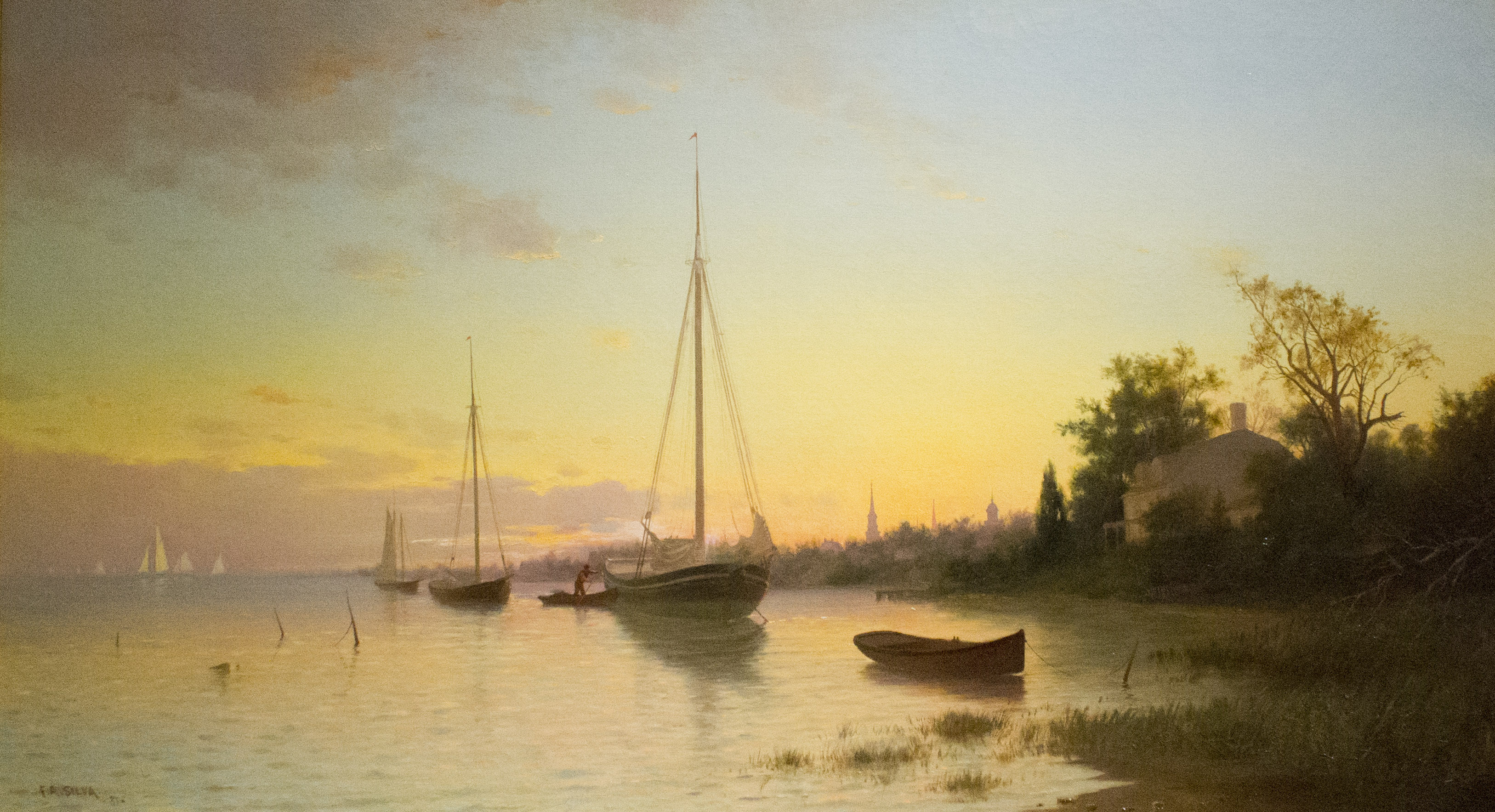
Atardecer (1881), de Francis Augustus Silva, New Britain Museum of American Art, New Britain (Connecticut)
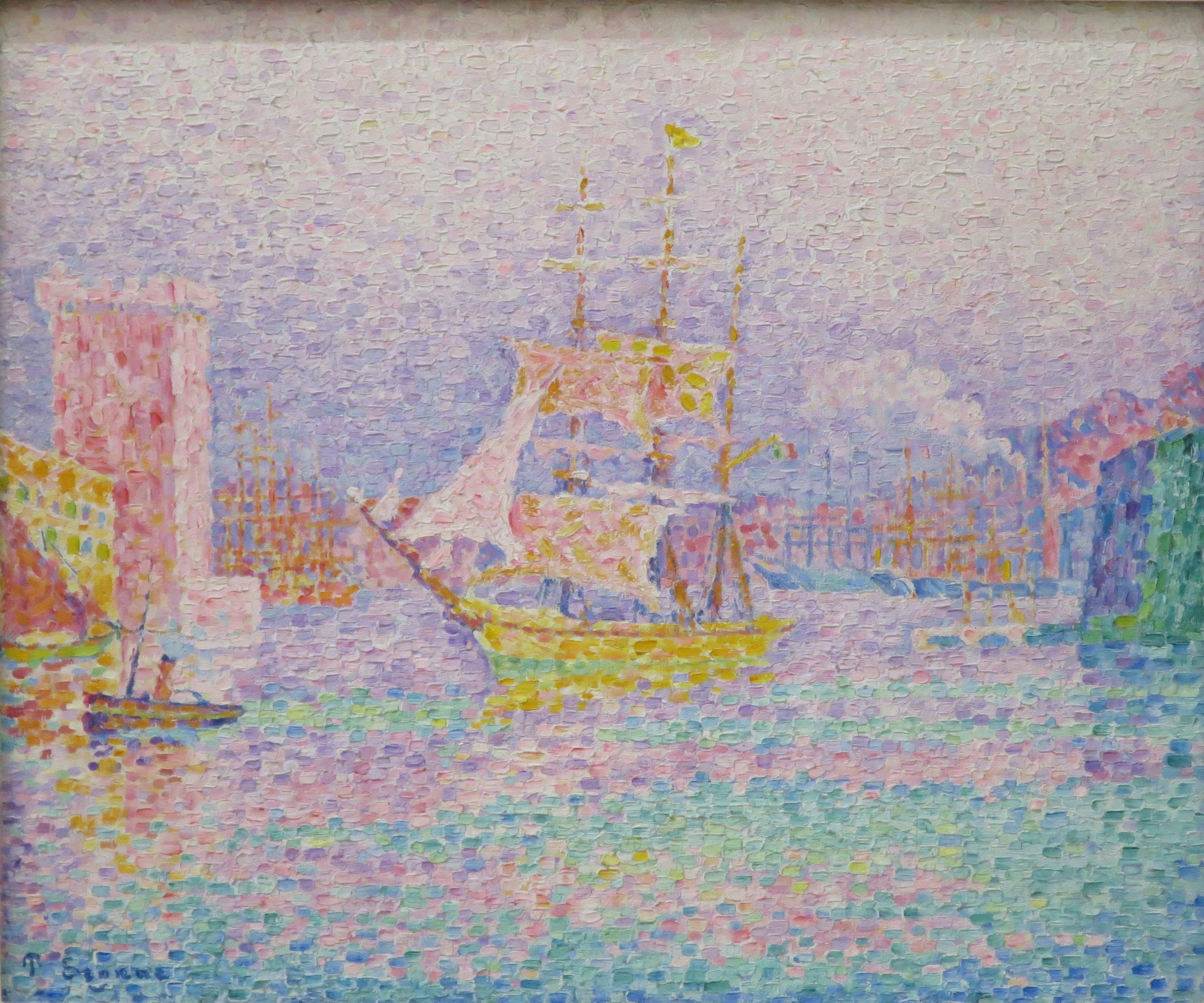
El puerto de Marsella (1907), de Paul Signac, Museo del Hermitage, San Petersburgo